# Liste der Biografien/Hofm
Liste der Biografien |
Portal Biografien |
Personensuche
# |
A |
B |
C |
D |
E |
F |
G |
H |
I |
J |
K |
L |
M |
N |
O |
P |
Q |
R |
S |
T |
U |
V |
W |
X |
Y |
Z |
?
 
Ha |
Hd |
He |
Hi |
Hj |
Hk |
Hl |
Hm |
Hn |
Ho |
Hr |
Hs |
Ht |
Hu |
Hv |
Hw |
Hy
 
Hoa |
Hob |
Hoc |
Hod |
Hoe |
Hof |
Hog–Hok |
Hol |
Hom |
Hon |
Hoo |
Hop |
Hoq |
Hor |
Hos |
Hot |
Hou |
Hov |
How |
Hox |
Hoy |
Hoz
 
Hofa |
Hofb |
Hofd |
Hofe |
Hoff |
Hofg |
Hofh |
Hofi |
Hofk |
Hofl |
Hofm |
Hofn |
Hofp |
Hofr |
Hofs |
Hoft |
Hofv |
Hofw |
Hofz
Die Liste der Biografien führt alle Personen auf, die in der deutschsprachigen Wikipedia einen Artikel haben. Dieses ist eine Teilliste mit 556 Einträgen von Personen, deren Namen mit den Buchstaben „Hofm“ beginnt.

## Hofm

### Hofma
- Hofma, Germ (1925–2018), niederländischer Fußballspieler

#### Hofmac
- Hofmacher, Ignaz (* 1950), österreichischer Politiker (ÖVP), Landtagsabgeordneter

#### Hofmai
- Hofmaier, Ludwig (* 1941), deutscher Antiquitätenhändler, ehemaliger Bodenturner und Schauspieler
- Hofmair, Claus († 1427), Augsburger Apotheker

#### Hofman
- Hofman, Adam (* 1980), polnischer Politiker, Mitglied des Sejm
- Hofman, Branko (1929–1991), jugoslawischer Schriftsteller, Lyriker, Dramatiker, Publizist und Übersetzer
- Hofman, Corinne (* 1959), niederländische Archäologin
- Hofman, Florentijn (* 1977), niederländischer Künstler
- Hofman, Glenn (* 1990), niederländischer Karambolagespieler und Europameister
- Hofman, Michel (* 1961), belgischer Admiral
- Hofman, Ota (1928–1989), tschechischer Schriftsteller und Drehbuchautor, Kinderbuchautor
- Hofman, René (* 1961), niederländischer Fußballspieler
- Hofman, Rogier (* 1986), niederländischer Hockeyspieler
- Hofman, Silvia (* 1981), niederländische Handballspielerin
- Hofman, Srđan (1944–2021), jugoslawischer bzw. serbischer Komponist und Hochschullehrer
- Hofman, Vlastislav (1884–1964), tschechischer Architekt, Städteplaner, Architekturtheoretiker, Maler, Grafiker und Szenograph
- Hofman, Wlastimil (1881–1970), polnischer Maler
- Hofman-Uddgren, Anna (1868–1947), schwedische Schauspielerin und Cabaret-Sängerin, Music Hall- und Revue-Künstlerin, sowie Theater- und Filmregisseurin

##### Hofmana
- Hofmanas, Fridrichas, litauischer Fußballspieler
- Hofmanas, Ignas (* 1984), litauischer Politiker

##### Hofmani
- Hofmaninger, Lisa (* 1991), österreichische Jazzmusikerin (Sopransaxophon, Bassklarinette)

##### Hofmann

###### Hofmann D
- Hofmann de Boer, Michael (* 1950), deutscher Musiker und Filmkomponist

###### Hofmann V
- Hofmann von Aspernburg, Edmund (1847–1930), österreichischer Bildhauer
- Hofmann von Grünbühel, Hans († 1564), österreichischer Schatzmeister

###### Hofmann, A
- Hofmann, Adolf (1853–1913), böhmischer Montangeologe und Paläontologe
- Hofmann, Albert (1859–1926), deutscher Architekt und langjähriger Herausgeber der Deutschen Bauzeitung
- Hofmann, Albert (1906–2008), Schweizer Chemiker und Entdecker von LSDAlbert Hofmann (1906–2008)

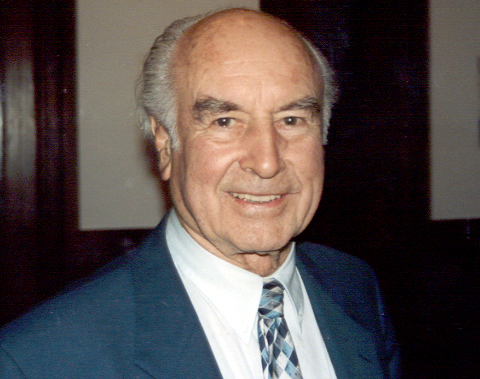
Albert Hofmann (1906–2008)

- Hofmann, Albert Josef (1933–2018), Schweizer Physiker
- Hofmann, Albert von (1867–1940), deutscher Historiker
- Hofmann, Albrecht (1923–2013), deutscher Wirtschaftsprüfer
- Hofmann, Albrecht (* 1939), deutscher Dirigent
- Hofmann, Albrecht Anton Adolph (1758–1837), deutscher Jurist und Beamter
- Hofmann, Albrecht W. (* 1939), deutscher Geochemiker
- Hofmann, Alex (1879–1959), deutscher Unternehmer und im Jahr 1945 Bürgermeister von Detmold
- Hofmann, Alex (* 1980), deutscher MotorradrennfahrerAlex Hofmann (* 1980)

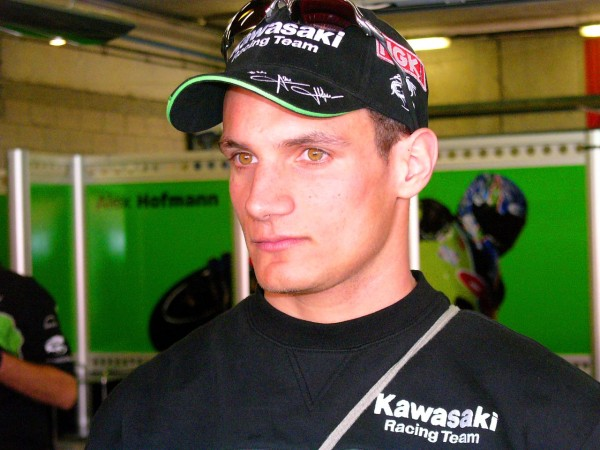
Alex Hofmann (* 1980)

- Hofmann, Alexander (* 1992), deutscher Politiker (SPD), MdL Hessen
- Hofmann, Alexandra (* 1974), deutsche Sängerin, Musikerin und Entertainerin
- Hofmann, Alfred (1879–1958), österreichischer Bildhauer und Keramiker
- Hofmann, Alois (* 1956), deutscher Kickboxer
- Hofmann, Andreas (* 1955), schweizerischer Motorradrennfahrer
- Hofmann, Andreas (* 1967), deutscher Kletterer und Klettertrainer
- Hofmann, Andreas (* 1986), deutscher Fußballspieler
- Hofmann, Andreas (* 1991), deutscher Speerwerfer
- Hofmann, Andreas Joseph (1752–1849), deutscher Philosoph und Revolutionär
- Hofmann, Anita, österreichische Musicaldarstellerin, Sängerin, Tänzerin, Schauspielerin und Produzentin
- Hofmann, Anita (* 1977), deutsche Musikerin, Schlagersängerin und Radiomoderatorin
- Hofmann, Anke (* 1967), deutsche Kommunalpolitikerin
- Hofmann, Anne-Marie (1920–2014), deutsche Juristin
- Hofmann, Annegret (* 1946), deutsche Journalist, Autorin und Publizistin
- Hofmann, Anton (* 1949), deutscher Jurist und bayerischer Verwaltungsbeamter
- Hofmann, Antonius (1909–2000), deutscher katholischer Bischof von Passau
- Hofmann, Armin (1920–2020), Schweizer Grafikdesigner und Dozent der Schule für Gestaltung Basel
- Hofmann, Arne (* 1953), deutscher Arzt, Facharzt für Innere und Psychosomatische Medizin
- Hofmann, Arthur (1863–1944), deutscher Politiker (SPD), MdR
- Hofmann, Artur (1907–1987), deutscher Politiker (SED), Mitglied Gruppe Ackermann, sächsischer Innenminister, MfS-Offizier
- Hofmann, August (1865–1930), Jurist und badischer Beamter
- Hofmann, August Friedrich (1824–1901), badischer Oberstleutnant, später königlich preußischer Generalleutnant und zuletzt Kommandeur der 17. Infanteriebrigade
- Hofmann, August Konrad (1776–1841), hessischer Staatsmann
- Hofmann, August Wilhelm von (1818–1892), deutscher ChemikerAugust Wilhelm von Hofmann (1818–1892)

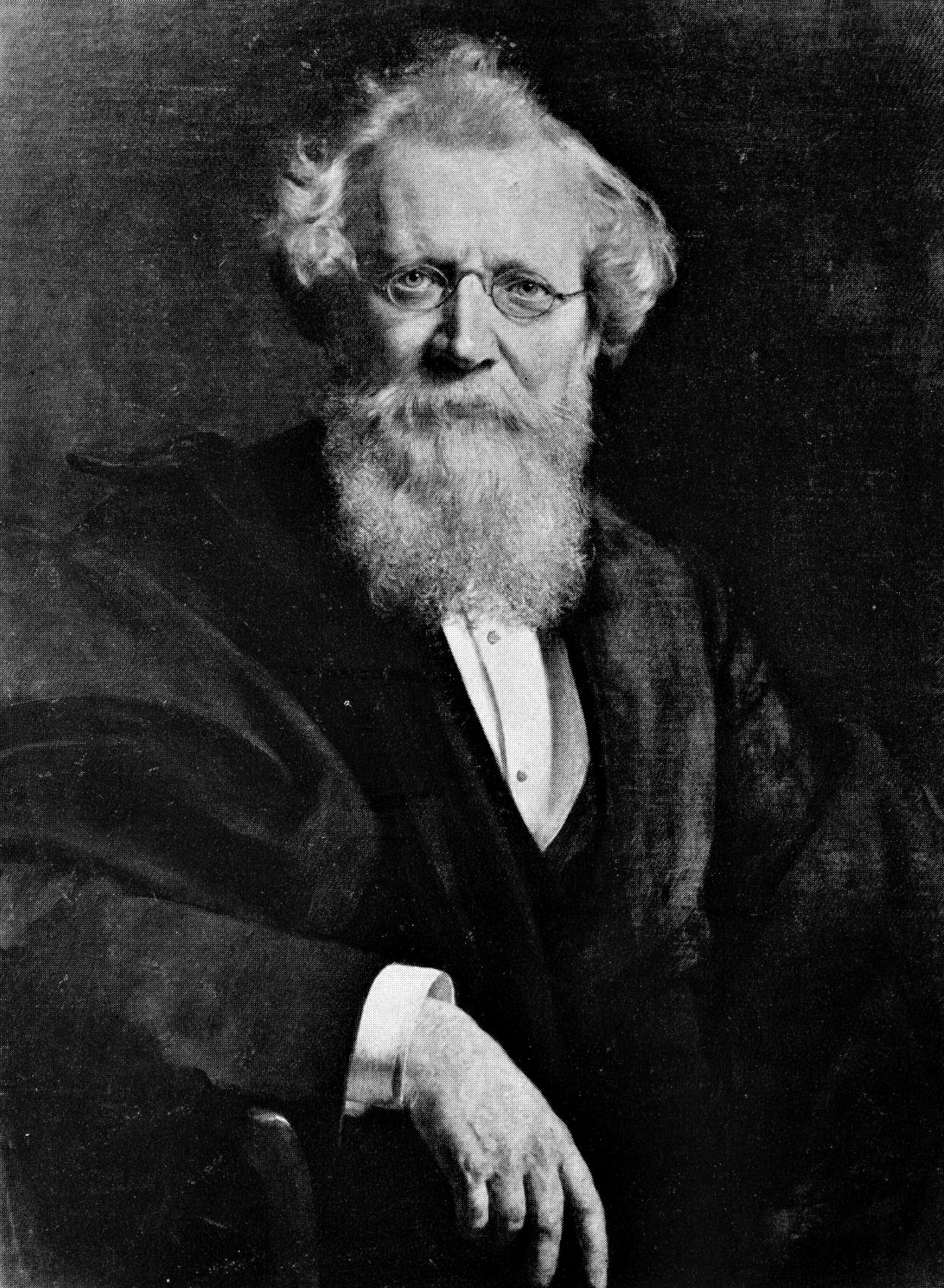
August Wilhelm von Hofmann (1818–1892)

- Hofmann, Augustin (1556–1629), Benediktinerpater und Fürstabt von Einsiedeln
- Hofmann, Augustus (* 1938), deutscher Versicherungsmakler und Fernsehkritiker

###### Hofmann, B
- Hofmann, Beate (* 1963), deutsche evangelische Theologin, Hochschullehrerin und Bischöfin
- Hofmann, Bernd (1904–1940), deutscher Drehbuchautor, Regisseur und Dramaturg
- Hofmann, Bernd (1941–2013), deutscher Fußballspieler
- Hofmann, Bernd (* 1968), deutscher Fußballfunktionär
- Hofmann, Bernhard (1889–1954), deutscher Jurist und Konsistorialpräsident
- Hofmann, Bernhard (1896–1982), deutscher SA-Führer
- Hofmann, Bernhard (* 1959), deutscher Musikpädagoge, Hochschullehrer
- Hofmann, Blaise (* 1978), Schweizer Schriftsteller
- Hofmann, Britta (* 1980), deutsche Moderatorin, Journalistin und RedakteurinBritta Hofmann (* 1980)

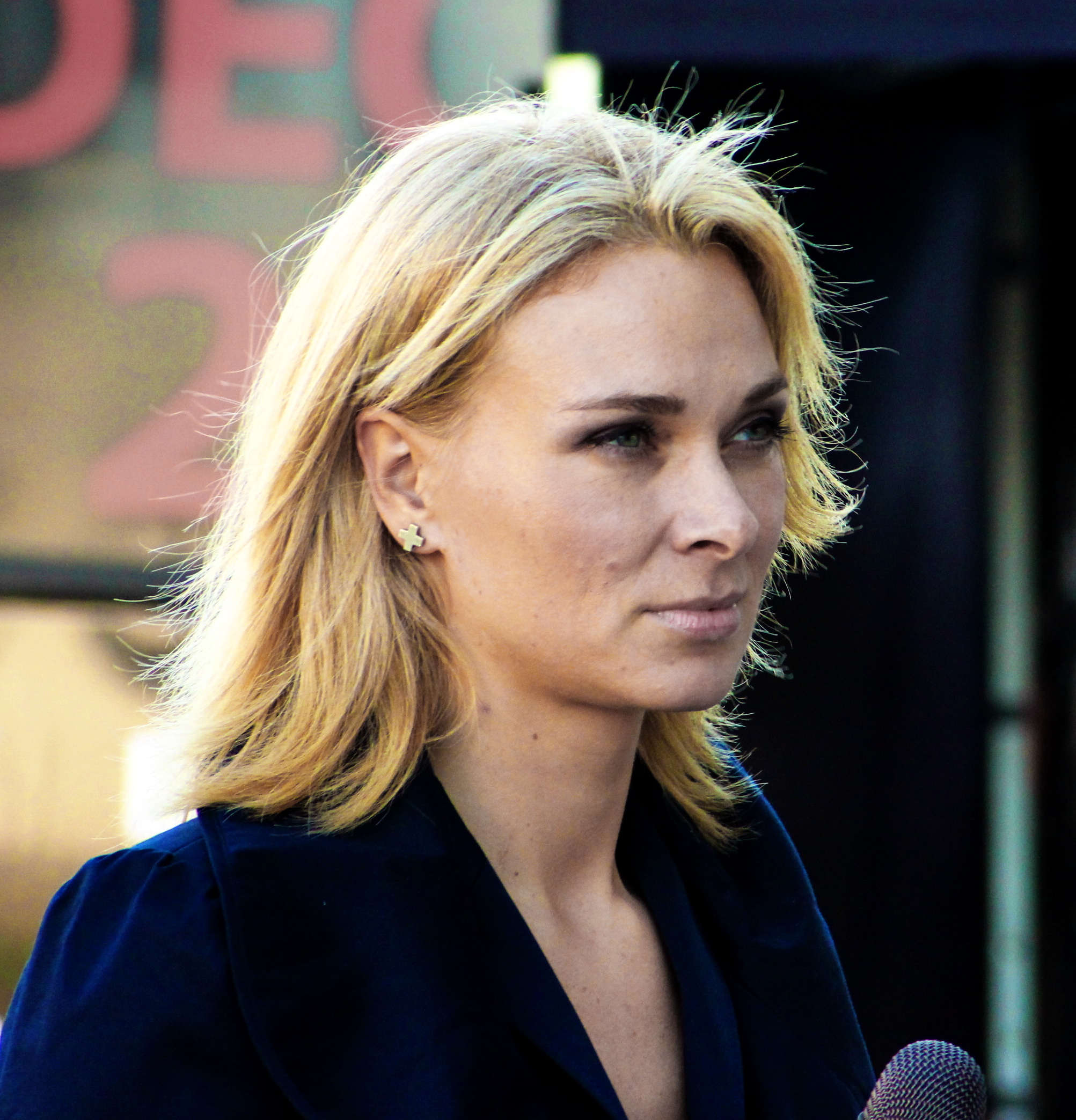
Britta Hofmann (* 1980)

###### Hofmann, C
- Hofmann, Caspar (1572–1648), deutscher Mediziner
- Hofmann, Caspar Friedrich von (1740–1814), Prokurator am Reichskammergericht
- Hofmann, Christiane (* 1945), deutsche Pädagogin
- Hofmann, Claudia Maria (* 1977), deutsche Rechtswissenschaftlerin
- Hofmann, Corinne (* 1960), deutsche Geschäftsfrau und Buchautorin

###### Hofmann, D
- Hofmann, Dagmar, deutsche Althistorikerin
- Hofmann, Daniel († 1611), deutscher lutherischer Theologe, Philosoph und Hochschullehrer
- Hofmann, Daniel (* 1996), Schweizer Naturbahnrodler
- Hofmann, Daniela, deutsche Prähistorikerin
- Hofmann, Detlef (* 1963), deutscher Kanute
- Hofmann, Dieter (1941–2020), deutscher Kunstturntrainer
- Hofmann, Dieter (* 1958), deutscher Politiker (FDP), MdVK
- Hofmann, Dieter (* 1960), deutscher Systemdesigner, Produktdesigner und Hochschullehrer
- Hofmann, Dietrich (1923–1998), deutscher Mediävist und Hochschullehrer
- Hofmann, Dirk (* 1969), deutscher Fußballspieler und -trainer
- Hofmann, Dorothea (* 1961), deutsche Pianistin und Komponistin

###### Hofmann, E
- Hofmann, Eberhard (* 1930), deutscher Biochemiker, MdV
- Hofmann, Eduard von (1837–1897), österreichischer Mediziner und Gründervater der modernen forensischen Pathologie
- Hofmann, Egon (1884–1972), österreichischer Maler
- Hofmann, Egon (* 1952), deutscher Schauspieler
- Hofmann, Ekkehard (* 1966), deutscher Jurist
- Hofmann, Ekkehardt (* 1942), deutscher Künstler, Dozent und Buchautor
- Hofmann, Elise (1889–1955), österreichische Universitätsprofessorin für Paläobotanik an der Universität Wien
- Hofmann, Ellen (* 1968), deutsche Kostümbildnerin
- Hofmann, Emil (1865–1927), Schweizer Pfarrer und Politiker
- Hofmann, Engelbert (1900–1979), deutscher Bauer und Politiker (BVP, CSU), Bürgermeister, Landrat und MdL Bayern
- Hofmann, Erich (1895–1982), deutscher Sprachwissenschaftler
- Hofmann, Erich (1901–1984), deutscher Politiker (NSDAP), MdR
- Hofmann, Erich (1924–2016), deutscher Grafiker
- Hofmann, Erna Hedwig (1913–2001), deutsche Publizistin und Chronistin
- Hofmann, Ernst (1890–1945), deutscher Schauspieler
- Hofmann, Ernst (1904–1999), deutscher katholischer Pfarrer und Lieddichter
- Hofmann, Ernst (1912–1986), Schweizer Fröntler
- Hofmann, Ernst (1915–1996), deutscher Landrat
- Hofmann, Ernst (1944–2019), deutscher Ethnograph und Fachinformator
- Hofmann, Ernst Reinhold (1801–1871), russischer Geologe, Geograph, Mineraloge und Forschungsreisender
- Hofmann, Eva-Maria (* 1951), deutsche Schauspielerin

###### Hofmann, F
- Hofmann, Frank (* 1949), deutscher Politiker (SPD), MdB
- Hofmann, Frank (* 1962), deutscher Journalist und Sachbuchautor
- Hofmann, Franz (1845–1897), österreichischer Jurist, Universitätsprofessor und Mitglied der Akademie der Wissenschaften
- Hofmann, Franz (1852–1903), deutscher Unternehmer und Politiker (SPD), MdR, MdL (Königreich Sachsen)
- Hofmann, Franz (1879–1926), deutscher Radrennfahrer und Schrittmacher
- Hofmann, Franz (* 1888), deutscher Kunsthistoriker
- Hofmann, Franz (1899–1945), deutscher Pädagoge, NS-Kreisleiter von Weimar
- Hofmann, Franz (1920–1945), deutscher Komponist
- Hofmann, Franz (* 1942), deutscher Pharmakologe
- Hofmann, Franz (* 1981), deutscher Rechtswissenschaftler
- Hofmann, Franz Adolf (1843–1920), deutscher Mediziner
- Hofmann, Franz Bruno (1869–1926), österreichischer Physiologe
- Hofmann, Franz Johann (1906–1973), deutscher SS-Hauptsturmführer und Schutzhaftlagerführer im KZ Auschwitz
- Hofmann, Franz Xaver (1921–2003), Schweizer Geologe
- Hofmann, Franziska (* 1994), deutsche Leichtathletin
- Hofmann, Fredrik Jan (* 1977), deutsch-schwedischer Schauspieler
- Hofmann, Friederike (* 1978), deutsche Moderatorin und Schauspielerin
- Hofmann, Friederike (* 1982), deutsche Journalistin und Korrespondentin
- Hofmann, Friedhelm (* 1942), deutscher Geistlicher, emeritierter Bischof von WürzburgFriedhelm Hofmann (* 1942)

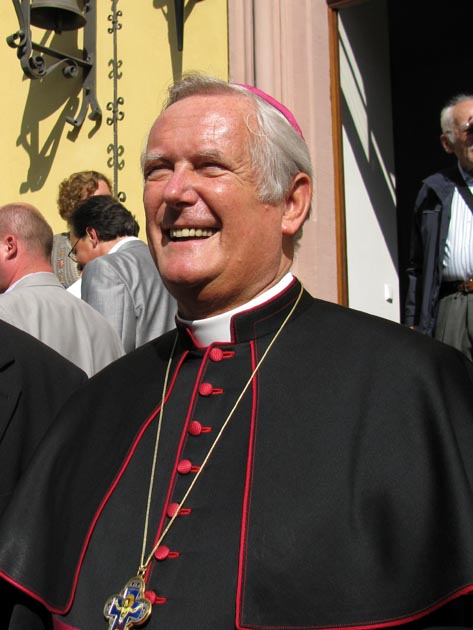
Friedhelm Hofmann (* 1942)

- Hofmann, Friedrich (1813–1888), deutscher Schriftsteller
- Hofmann, Friedrich (1833–1893), deutscher Landwirt und Politiker
- Hofmann, Friedrich (1902–1977), deutscher katholischer Theologe
- Hofmann, Friedrich (1904–1965), deutscher evangelischer Pastor in der Inneren Mission München, Generaldekan der Militärseelsorge
- Hofmann, Friedrich (1910–1998), deutscher Theologe, Hymnologe und Kirchenmusiker
- Hofmann, Friedrich (1935–2013), deutscher Politiker (SPD), MdL
- Hofmann, Friedrich (1949–2018), deutscher Arbeitsmediziner und Hochschullehrer
- Hofmann, Friedrich H. (1934–2024), deutscher Philatelist und Heimatforscher
- Hofmann, Friedrich Hermann (1875–1931), deutscher Kunsthistoriker
- Hofmann, Friedrich von (1851–1921), württembergischer Oberamtmann und Regierungspräsident
- Hofmann, Fritz (1866–1956), deutscher Chemiker, Erfinder des Kautschuk
- Hofmann, Fritz (1871–1927), deutscher Leichtathlet und Turner (Teilnehmer der ersten Olympischen Sommerspiele 1896 in Athen)
- Hofmann, Fritz (1924–2005), Schweizer Politiker
- Hofmann, Fritz (1925–2008), deutscher Stadtheimatpfleger in Bad Reichenhall
- Hofmann, Fritz (1928–2018), österreichischer Politiker (SPÖ), Landtagsabgeordneter
- Hofmann, Fritz (* 1928), deutscher Schriftsteller, Herausgeber und Verlagslektor

###### Hofmann, G
- Hofmann, Georg (1798–1853), Kaufmann, Gutsbesitzer und Ratsherr in Hochheim
- Hofmann, Georg (1885–1956), deutscher Ordenspriester und Byzantinist
- Hofmann, Georg (1895–1966), deutscher katholischer Geistlicher und Heimatforscher
- Hofmann, Georg (1923–2012), deutscher Politiker (CSU), Landrat
- Hofmann, Georg Franz (1765–1849), schweizerisch-deutscher Pädagoge
- Hofmann, Georg Rainer (* 1961), deutscher Informatiker
- Hofmann, Georg von (1769–1845), österreichischer Dramatiker und Librettist
- Hofmann, Georg Wilhelm (1846–1923), deutscher Reichsgerichtsrat
- Hofmann, Georg Wilhelm von (1777–1860), preußischer General der Infanterie
- Hofmann, Gerhard (1927–1987), deutscher Rechtsanwalt
- Hofmann, Gerhard (* 1927), deutscher Fußballtrainer
- Hofmann, Gerhard (* 1948), deutscher Fernsehjournalist, Buchautor und Netzwerker im Bereich Erneuerbare Energien
- Hofmann, Gerhard (* 1960), deutscher Maler und Radierer
- Hofmann, German (1942–2007), deutscher Musiker der volkstümlichen Musik
- Hofmann, Gert (1931–1993), deutscher Schriftsteller
- Hofmann, Gert Maria (* 1944), österreichischer Künstler
- Hofmann, Gögi (1956–2025), Schweizer Komiker und Verwandlungskünstler
- Hofmann, Grégory (* 1992), Schweizer Eishockeyspieler
- Hofmann, Gritt (* 1980), deutsche Turnerin
- Hofmann, Gunter (* 1942), deutscher Journalist und Sachbuchautor
- Hofmann, Günter (1944–2008), deutscher Maler und Grafiker
- Hofmann, Günther (1927–2013), deutscher Opernsänger (Bassbariton), -regisseur und -direktor
- Hofmann, Gunther Olaf (* 1957), deutscher Chirurg, Physiker und Hochschullehrer
- Hofmann, Gustav (1798–1866), deutscher Richter, Landrat und MdL
- Hofmann, Gustav (1827–1897), Landtagsabgeordneter Großherzogtum Hessen
- Hofmann, Gustav (1900–1982), deutscher Bibliothekar
- Hofmann, Gustav (1921–2015), deutscher Meteorologe, Physiker sowie Hochschullehrer

###### Hofmann, H
- Hofmann, Hanna-Marie (* 2004), deutsche SchauspielerinHanna-Marie Hofmann (* 2004)

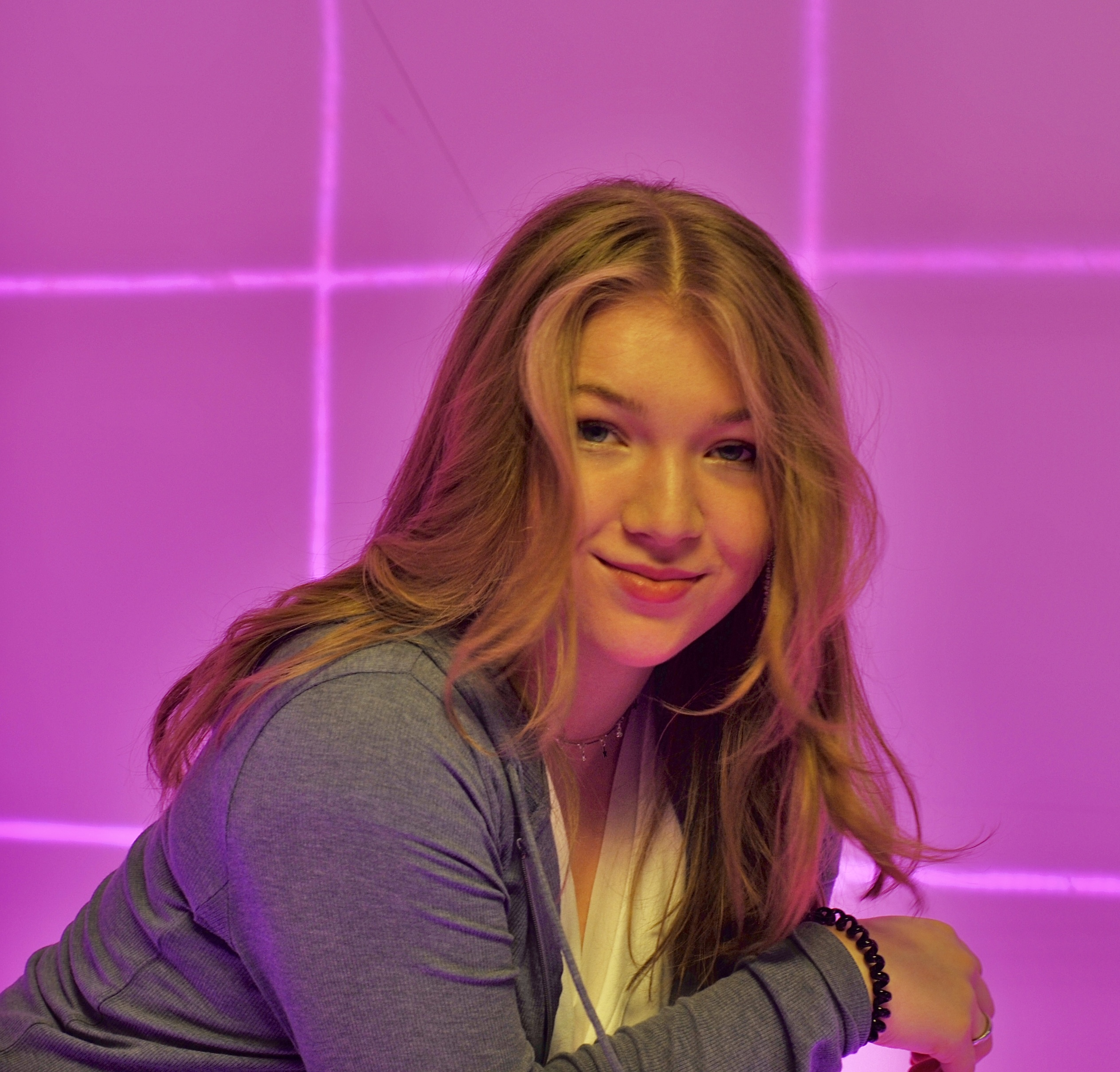
Hanna-Marie Hofmann (* 2004)

- Hofmann, Hanns (1923–2006), deutscher Chemiker
- Hofmann, Hanns Hubert (1922–1978), deutscher Historiker
- Hofmann, Hans († 1574), Bürgermeister von Heilbronn
- Hofmann, Hans (1867–1933), deutscher Kantor der Universitätskirche St. Pauli in Leipzig
- Hofmann, Hans (1867–1920), deutscher Radsportler
- Hofmann, Hans (1880–1966), deutschamerikanischer Maler, Lehrer und Kunstprofessor
- Hofmann, Hans (1890–1979), deutscher Bibliothekar
- Hofmann, Hans (1897–1957), Schweizer Architekt und Hochschullehrer
- Hofmann, Hans (1898–1978), deutscher Bibliothekar
- Hofmann, Hans (1909–1954), deutscher Politiker (KPD), MdL
- Hofmann, Hans (* 1933), deutscher Vizeadmiral der Volksmarine
- Hofmann, Hans (* 1939), Schweizer Politiker (SVP)
- Hofmann, Hans (* 1947), deutscher Fußballtorwart
- Hofmann, Hans Georg (1873–1942), deutscher Offizier, Politiker (NSDAP), MdR
- Hofmann, Hans Jörg (1936–2010), kanadischer Paläontologe
- Hofmann, Hans-Dieter (1947–2019), deutscher Jurist, Präsident des Evangelisch-Lutherischen Landeskirchenamtes Sachsen
- Hofmann, Hans-Otto (1893–1953), Leiter der Außenstelle des Reichsrechnungshofs in München
- Hofmann, Hanspeter (* 1960), Schweizer Maler
- Hofmann, Harald (1932–2023), deutscher Diplomat
- Hofmann, Harald (* 1940), österreichischer Politiker (SPÖ), Abgeordneter zum Nationalrat
- Hofmann, Harald (* 1975), deutscher Basketballspieler
- Hofmann, Hasso (1934–2021), deutscher Rechtswissenschaftler und Philosoph
- Hofmann, Heike (* 1973), deutsche Politikerin (SPD), MdLHeike Hofmann (* 1973)

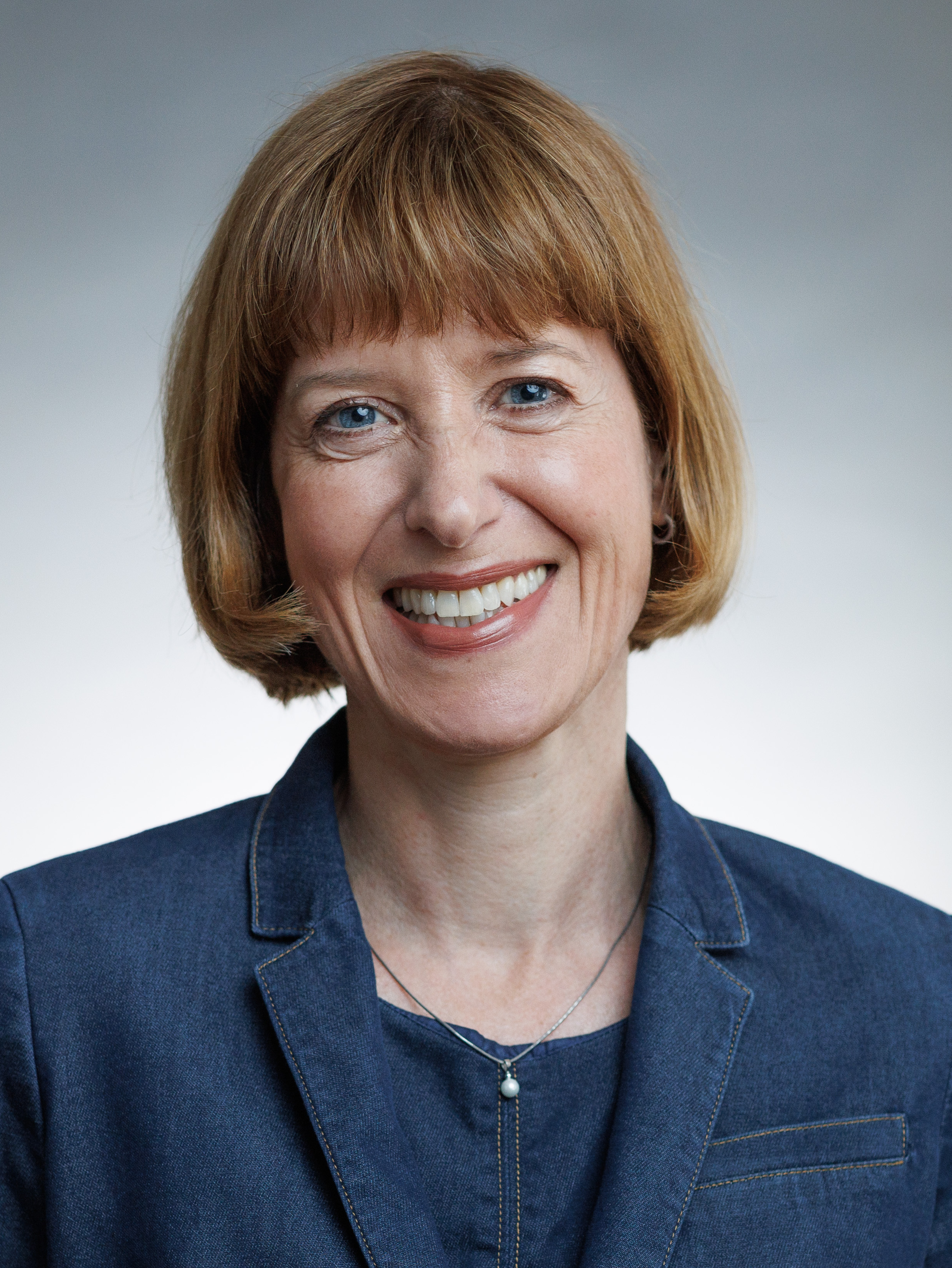
Heike Hofmann (* 1973)

- Hofmann, Heinrich (1842–1902), deutscher Komponist
- Hofmann, Heinrich (1857–1937), deutscher Jurist und Politiker (NLP), MdR
- Hofmann, Heinrich Albert (1818–1880), deutscher Buchhändler, Verleger und Theaterleiter
- Hofmann, Heinrich Ferdinand (1824–1911), deutscher Maler und Illustrator
- Hofmann, Heinrich Karl (1795–1845), deutscher Politiker und Advokat
- Hofmann, Heinrich von (1863–1921), deutscher Generalleutnant sowie FreikorpsführerHeinrich von Hofmann (1863–1921)

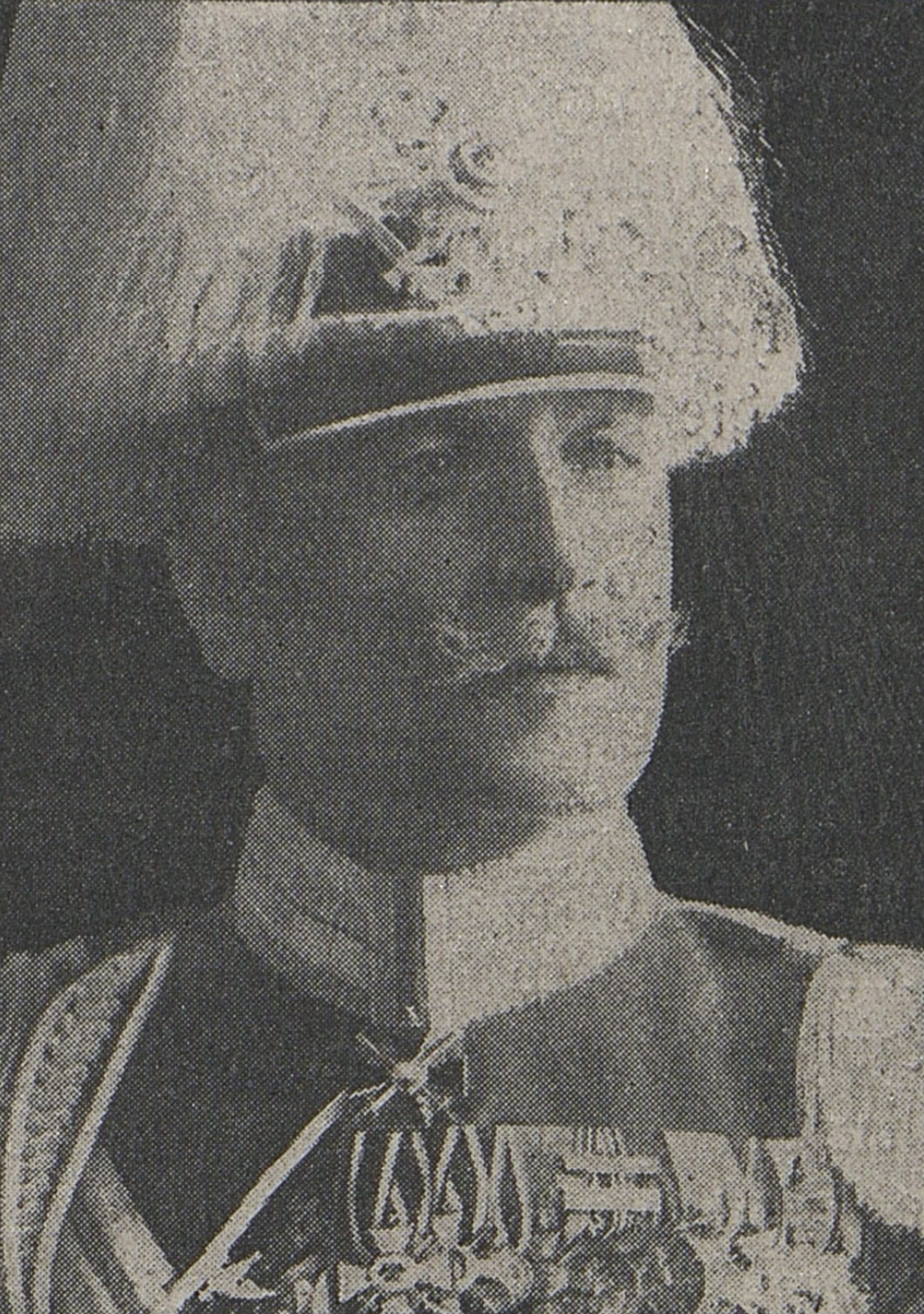
Heinrich von Hofmann (1863–1921)

- Hofmann, Heinz (* 1917), deutscher Dirigent
- Hofmann, Heinz (* 1921), deutscher Fußballtorhüter
- Hofmann, Heinz (* 1927), deutscher Geheimdienstoffizier und Generalmajor (NVA)
- Hofmann, Heinz (* 1944), deutscher Klassischer Philologe
- Hofmann, Hellmut (1921–2009), österreichischer Hochschullehrer
- Hofmann, Helmut (1907–2006), deutscher Architekt und Künstler
- Hofmann, Helmut (1925–2017), deutscher Boxer
- Hofmann, Helmut (* 1945), deutscher Brigadegeneral des Heeres der Bundeswehr
- Hofmann, Henri Châtin (1900–1961), US-amerikanischer Tänzer
- Hofmann, Herbert (1931–2001), deutscher Fußballspieler
- Hofmann, Herbert (1936–2014), deutscher Politiker (CSU), MdL, Landrat des Landkreises Kulmbach
- Hofmann, Herbert W. (* 1934), deutscher Sportfunktionär
- Hofmann, Heribert (1934–2004), deutscher Ringer
- Hofmann, Hermann (1850–1915), deutscher Journalist
- Hofmann, Hermann (1880–1941), deutscher Lehrer und Politiker (Zentrum), MdR
- Hofmann, Hermann (1894–1968), Schweizer Kapellmeister, Orchester- und Chordirigent
- Hofmann, Herwig (* 1969), luxemburgisch-deutscher Rechtswissenschaftler
- Hofmann, Hillevi (* 1972), österreichische Schauspielerin, Regisseurin und Journalistin
- Hofmann, Holly (* 1956), US-amerikanische Flötistin des Modern Jazz
- Hofmann, Horst-Klaus (1928–2021), deutscher Gründer der Lebensgemeinschaft "Offensive Junger Christen"

###### Hofmann, I
- Hofmann, Ida (1864–1926), deutsche Pianistin, Musikpädagogin und Autorin
- Hofmann, Ignaz (1857–1934), österreichischer Lehrer, Amateurarchäologe und Sammler
- Hofmann, Ilse (* 1949), deutsche Film- und Fernsehregisseurin
- Hofmann, Inge (1939–2016), deutsche Afrikanistin
- Hofmann, Ingo (* 1943), deutscher Physiker und Menschenrechtsaktivist
- Hofmann, Irmela (1924–2003), deutsche Seelsorgerin und Autorin
- Hofmann, Isaak Löw (1759–1849), österreichischer Industrieller

###### Hofmann, J
- Hofmann, Jakob (1876–1955), deutscher Bildhauer und Zeichner
- Hofmann, Jan (* 1954), deutscher Politiker, Staatssekretär in Sachsen-Anhalt
- Hofmann, Jannik (* 1995), deutscher Handballspieler
- Hofmann, Jannik (* 2002), deutscher Fußballspieler
- Hofmann, Jeanette, deutsche PolitikwissenschaftlerinJeanette Hofmann

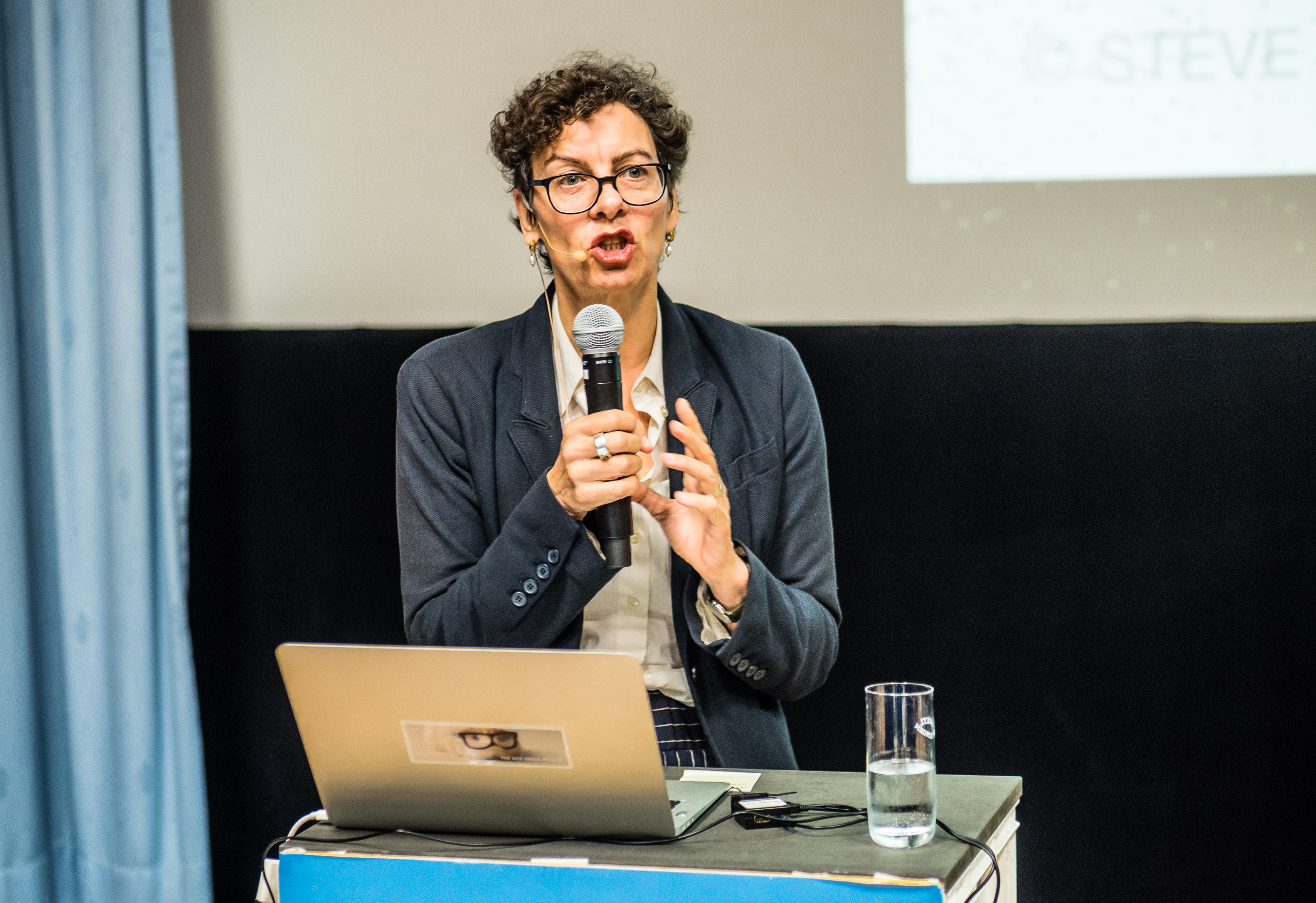
Jeanette Hofmann

- Hofmann, Jens (* 1973), deutscher Richter
- Hofmann, Joachim (1932–2020), deutscher Geologe und Hochschullehrer
- Hofmann, Joachim (* 1951), Regisseur, Kameramann und Produzent
- Hofmann, Johann (1908–1970), österreichischer Fußballspieler
- Hofmann, Johann Andreas (1716–1795), deutscher Rechtswissenschaftler und Hochschullehrer
- Hofmann, Johann Baptist (1886–1954), deutscher Altphilologe und Sprachwissenschaftler
- Hofmann, Johann Christian (1739–1792), deutscher evangelischer Geistlicher und Paläograf
- Hofmann, Johann Gerhard (1757–1822), Politiker Freie Stadt Frankfurt
- Hofmann, Johann Jakob (1635–1706), Schweizer Theologe, Historiker und Lexikograf
- Hofmann, Johann Jakob (1730–1772), Schweizer Kunstmaler, Zeichner und Kupferstecher
- Hofmann, Johann Michael (1757–1841), deutscher Kommunalpolitiker und Bürgermeister
- Hofmann, Johann Moritz (1653–1727), deutscher Mediziner und Hochschullehrer
- Hofmann, Johann Philipp (1873–1926), Landtagsabgeordneter Volksstaat Hessen
- Hofmann, Johann von (1810–1877), deutscher evangelisch-lutherischer Theologe
- Hofmann, Johannes (1857–1928), sächsischer Abgeordneter
- Hofmann, Johannes (1888–1954), deutscher Bibliothekar in Leipzig
- Hofmann, Johannes (* 1950), deutscher römisch-katholischer Priester, Theologe und Hochschullehrer
- Hofmann, Johannes (* 1981), deutscher Komponist, Arrangeur, Bühnenmusiker und Sound Designer
- Hofmann, Johannes Wilhelm (1876–1956), deutscher Ingenieur, Erfinder und Unternehmer
- Hofmann, Jonas (* 1992), deutscher FußballspielerJonas Hofmann (* 1992)

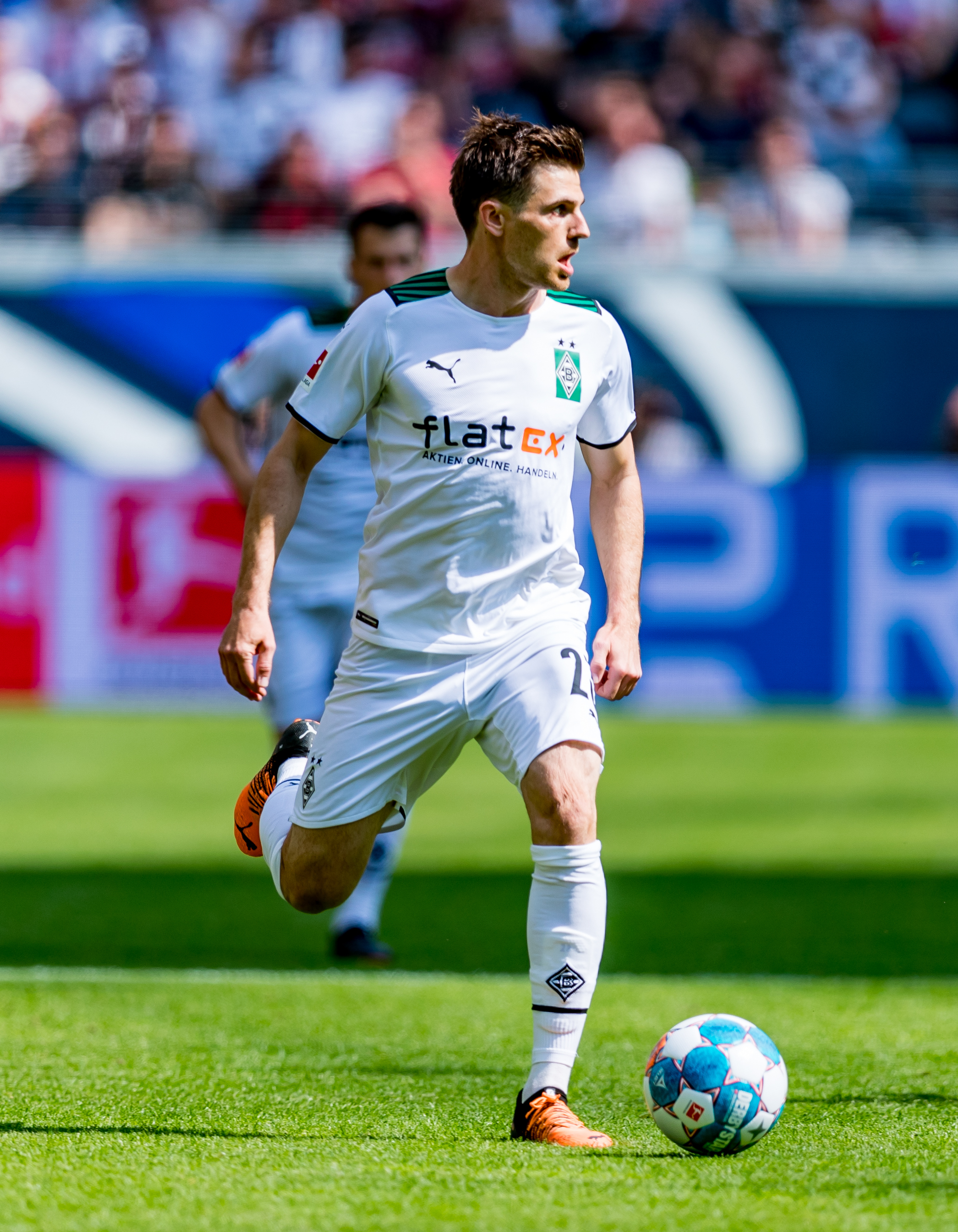
Jonas Hofmann (* 1992)

- Hofmann, Jonas (* 1997), deutscher Fußballspieler
- Hofmann, Jörg († 1714), deutscher Zimmermann und Bildschnitzer
- Hofmann, Jörg (* 1939), deutscher Geiger und Hochschullehrer für Violine in Freiburg im Breisgau
- Hofmann, Jörg (* 1955), deutscher Gewerkschafter
- Hofmann, Jörg (* 1974), deutscher Musiker, Sänger und Tänzer
- Hofmann, Josef (1858–1943), deutsch-böhmischer Heimatforscher und Schriftsteller
- Hofmann, Josef (* 1895), sudetendeutscher Jurist und Landrat
- Hofmann, Josef (1896–1971), deutscher Bibliothekar
- Hofmann, Josef (1897–1973), deutscher Journalist und Politiker (CDU), MdL
- Hofmann, Josef (1927–2016), deutscher Jurist und Politiker (CDU), MdB
- Hofmann, Joseph Ehrenfried (1900–1973), deutscher Mathematikhistoriker
- Hofmann, Joseph Vincenz (1800–1863), österreichischer Theologe und römisch-katholischer Geistlicher
- Hofmann, Józef (1876–1957), polnisch-amerikanischer Pianist
- Hofmann, Judith (* 1967), Schweizer Schauspielerin
- Hofmann, Juliane (* 1980), deutsche Segelsportlerin
- Hofmann, Julius (1840–1913), österreichischer Mediziner und Politiker
- Hofmann, Julius (1840–1896), österreichisch-deutscher ArchitektJulius Hofmann (1840–1896)

Julius Hofmann (1840–1896)

###### Hofmann, K
- Hofmann, Karl (1839–1891), Geologe
- Hofmann, Karl (1847–1870), deutscher Alpinist
- Hofmann, Karl (1852–1926), österreichischer Landschaftsmaler
- Hofmann, Karl (1856–1933), deutscher Architekt, Baubeamter und Hochschullehrer
- Hofmann, Karl (1862–1928), deutscher Politiker (Zentrum), MdR, MdL
- Hofmann, Karl (1900–1954), deutscher katholischer Theologe und Kirchenrechtler
- Hofmann, Karl (1901–1959), deutscher Widerstandskämpfer und Beamter
- Hofmann, Karl (1926–2012), deutscher Pädagoge und Politiker (SPD), MdB
- Hofmann, Karl (1927–1978), deutscher Motorradrennfahrer
- Hofmann, Karl Andreas (1870–1940), deutscher Chemiker
- Hofmann, Karl Berthold (1842–1922), österreichischer Chemiker und Mediziner
- Hofmann, Karl Gottlob (1703–1774), deutscher lutherischer Theologe und Historiker
- Hofmann, Karl Heinrich (* 1932), deutscher Mathematiker
- Hofmann, Karl von (1827–1910), deutscher Politiker der Kaiserzeit, Ministerpräsident von Hessen, Staatssekretär im Reichsamt des Innern
- Hofmann, Kaspar († 1623), Benediktinerpater und Abt von Melk
- Hofmann, Katharina (* 1970), deutsch-österreichische Schauspielerin
- Hofmann, Katja (* 1986), deutsche Poetry-Slammerin und Moderatorin
- Hofmann, Kerstin P. (* 1974), deutsche Prähistorikerin
- Hofmann, Klaus (* 1939), deutscher Musikwissenschaftler
- Hofmann, Klaus (* 1940), österreichischer Politiker (ÖVP), Landtagsabgeordneter im Burgenland
- Hofmann, Klaus (* 1957), deutscher Fußballspieler
- Hofmann, Klaus (* 1967), deutscher Unternehmer und Fußballfunktionär
- Hofmann, Konrad (1819–1890), deutscher Romanist, Germanist und Mediävist
- Hofmann, Konrad (1890–1987), deutscher römisch-katholischer Theologe und Lexikograf
- Hofmann, Kurt Wilhelm (1950–2023), deutscher Maler, Zeichner und Grafiker

###### Hofmann, L
- Hofmann, Laura (* 1993), deutsche Fernseh- und Radiomoderatorin
- Hofmann, Lea (* 1998), Schweizer Unihockeyspielerin
- Hofmann, Lena-Marie (* 1991), deutsche Tennisspielerin
- Hofmann, Leonhard (* 1891), deutscher Landrat
- Hofmann, Leopold (1738–1793), Komponist der Wiener Klassik
- Hofmann, Leopold (1864–1926), deutscher Hofbäckermeister, Konditor und Bobfahrer
- Hofmann, Leopold (1896–1963), deutscher Politiker, Mitglied des Bayerischen Senats
- Hofmann, Leopold (1900–1945), österreichischer kommunistischer Widerstandskämpfer gegen die NS-Diktatur
- Hofmann, Leopold (1905–1976), österreichischer Fußballspieler
- Hofmann, Leopold Friedrich von (1822–1885), österreichischer Diplomat und Minister
- Hofmann, Leopoldine (1842–1891), Frau von Erzherzog Heinrich
- Hofmann, Liborius († 1599), deutscher Rechtswissenschaftler
- Hofmann, Linette (* 2004), deutsche Fußballspielerin
- Hofmann, Linus (1911–1990), deutscher Theologe und Generalvikar
- Hofmann, Lothar (1903–1989), deutscher politischer Funktionär (KPD)
- Hofmann, Lotte (1907–1981), deutsche Textilkünstlerin
- Hofmann, Louis (* 1997), deutscher SchauspielerLouis Hofmann (* 1997)

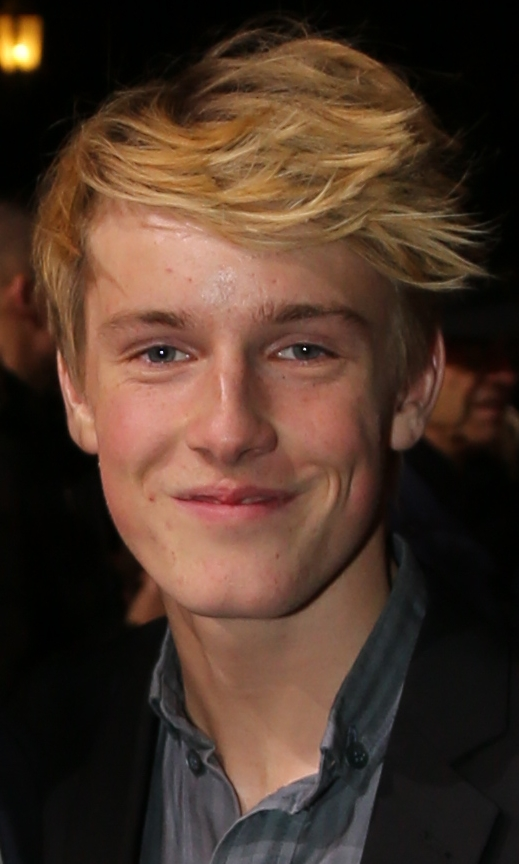
Louis Hofmann (* 1997)

- Hofmann, Ludwig (1798–1879), deutscher Jurist und Politiker
- Hofmann, Ludwig (1862–1933), deutscher Architekt und Kirchenbaumeister
- Hofmann, Ludwig (1891–1963), deutscher Opernsänger (Bassist)
- Hofmann, Ludwig (1900–1935), deutscher Fußballspieler
- Hofmann, Ludwig (1912–1979), deutscher Segelflieger
- Hofmann, Ludwig (* 1937), österreichischer Politiker (SPÖ), Landtagsabgeordneter
- Hofmann, Ludwig (* 1945), deutscher Fußballspieler
- Hofmann, Ludwig von (1861–1945), deutscher Maler, Grafiker und GestalterLudwig von Hofmann (1861–1945)

Ludwig von Hofmann (1861–1945)

- Hofmann, Lutz (1966–2025), deutscher Fußballspieler

###### Hofmann, M
- Hofmann, Manfred (* 1948), deutscher Handballspieler und -trainer
- Hofmann, Manfred (* 1949), deutscher Autor und Publizist
- Hofmann, Manfred (* 1954), deutscher Militär, General der Bundeswehr
- Hofmann, Margarete (1906–1998), deutsche Sozialpolitikerin
- Hofmann, Marianne (1938–2012), deutsche Schriftstellerin
- Hofmann, Markus (* 1963), deutscher Politiker (Bündnis 90/Die Grünen), MdL
- Hofmann, Markus (* 1968), deutscher Geistlicher, Bischofsvikar
- Hofmann, Markus (* 1975), kleinwüchsiger Schweizer Schauspieler
- Hofmann, Markus (* 1975), deutscher Gedächtnistrainer und Keynote-Speaker
- Hofmann, Martha (1895–1975), österreichische Schriftstellerin
- Hofmann, Martin (1544–1599), Späthumanist und Chronist
- Hofmann, Martin (* 1956), deutscher Filmproduzent
- Hofmann, Martin (* 1961), deutscher Segelkunstflugpilot
- Hofmann, Martin (1965–2018), deutscher Informatiker und Hochschullehrer
- Hofmann, Martina (* 1975), Schweizer Sopranistin
- Hofmann, Matthias (* 1974), deutscher Alternativschulpädagoge und Autor
- Hofmann, Max (1854–1918), preußischer General der Infanterie im Ersten Weltkrieg
- Hofmann, Max (1861–1931), deutscher Heimatdichter
- Hofmann, Max (* 1974), deutscher Journalist
- Hofmann, Maximilian (* 1954), österreichischer Ingenieur und Politiker (FPÖ), Abgeordneter zum Nationalrat
- Hofmann, Maximilian (* 1993), österreichischer Fußballspieler
- Hofmann, Melanie (* 1977), Schweizer Dressurreiterin
- Hofmann, Melchior († 1543), Persönlichkeit der Täuferbewegung, Chiliast, unfreiwilliger Wegbereiter des Täuferreichs von MünsterMelchior Hofmann († 1543)

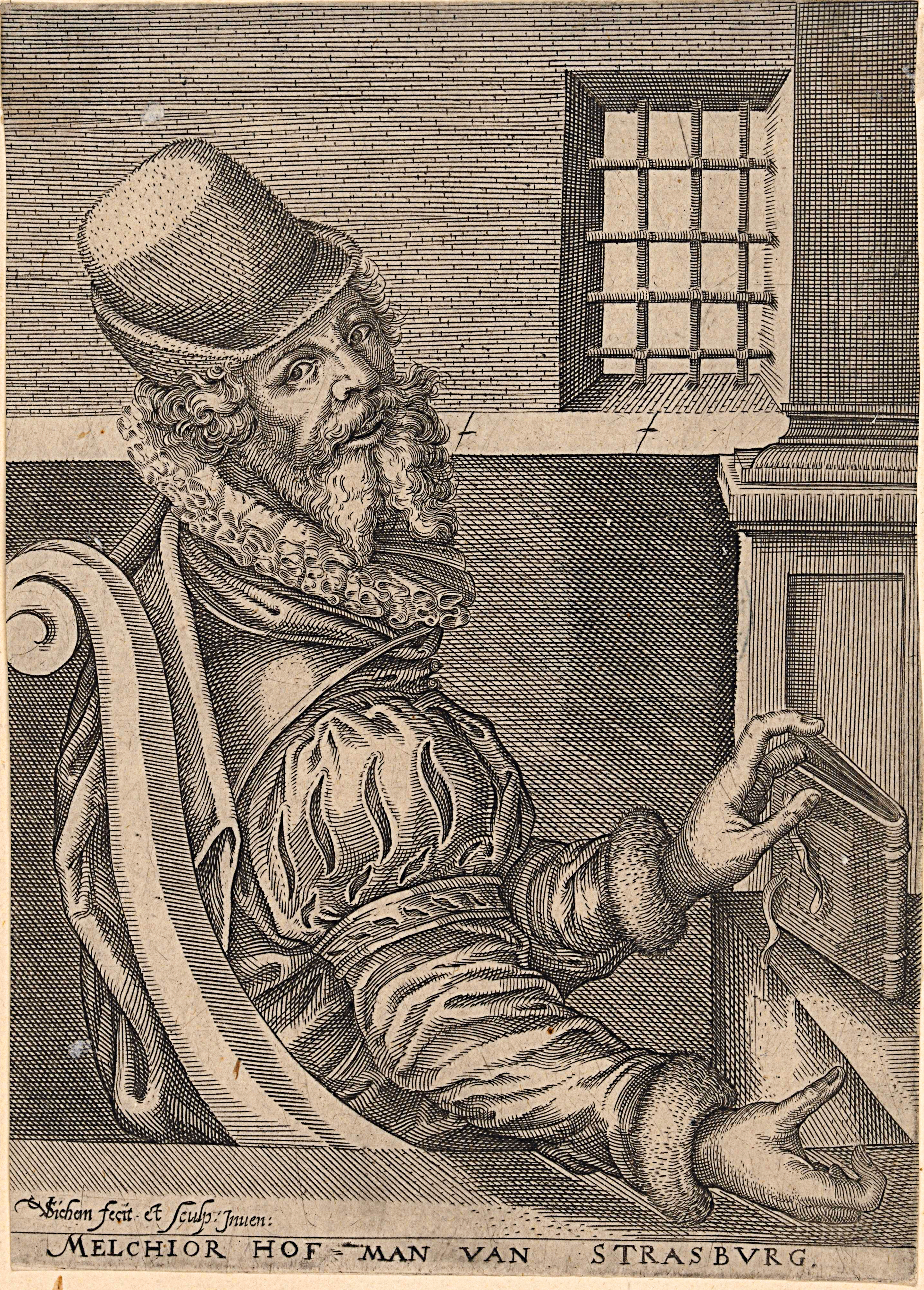
Melchior Hofmann († 1543)

- Hofmann, Michael (* 1944), deutscher Maler und Graphiker
- Hofmann, Michael (* 1957), deutscher Germanist
- Hofmann, Michael (* 1957), deutsch-britischer Lyriker und Übersetzer
- Hofmann, Michael (* 1961), deutscher Filmregisseur
- Hofmann, Michael (* 1972), deutscher Fußballtorwart
- Hofmann, Michael (* 1974), deutscher Rechtsanwalt und Politiker (CSU), MdL
- Hofmann, Michaela (* 1979), deutsche Handballspielerin und -trainerin
- Hofmann, Michel (1903–1968), deutscher Jurist und Direktor des Staatsarchivs Würzburg
- Hofmann, Mischa (* 1967), deutscher Filmproduzent
- Hofmann, Monika (* 1967), deutsche Posaunistin und Hochschullehrerin
- Hofmann, Moritz (1621–1698), deutscher Mediziner
- Hofmann, Murad Wilfried (1931–2020), deutscher Jurist, Diplomat und Persönlichkeit des Islam

###### Hofmann, N
- Hofmann, Nico (* 1959), deutscher Regisseur, Filmproduzent und DrehbuchautorNico Hofmann (* 1959)

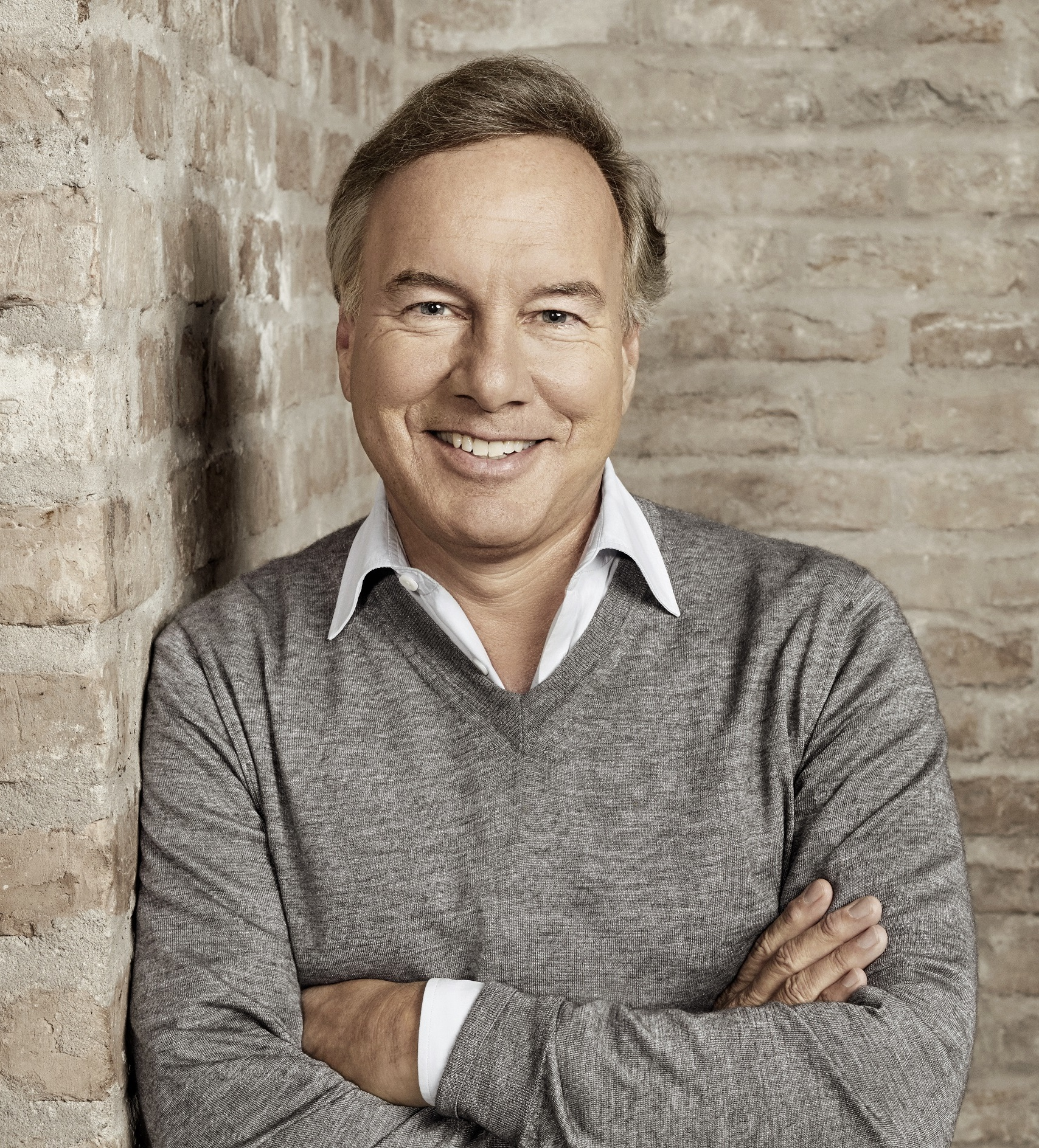
Nico Hofmann (* 1959)

- Hofmann, Noah (* 2003), österreichischer Mountainbiker
- Hofmann, Norbert (* 1942), deutscher Kommunalpolitiker
- Hofmann, Norbert (* 1951), deutscher Fußballspieler und -trainer
- Hofmann, Norbert (* 1959), deutscher Ordenspriester und römisch-katholischer Diplomat
- Hofmann, Norbert (* 1963), deutscher Sportschütze
- Hofmann, Norbert (* 1972), deutscher Fußballspieler

###### Hofmann, O
- Hofmann, Olaf (* 1956), deutscher Gewerkschafter
- Hofmann, Olivia (* 1992), österreichische Sportschützin
- Hofmann, Ottmar (1835–1900), deutscher Mediziner und Entomologe
- Hofmann, Otto, deutscher Fußballspieler
- Hofmann, Otto (1819–1883), Landtagsabgeordneter Großherzogtum Hessen
- Hofmann, Otto (1896–1982), deutscher Polizist, Chef des SS-Rasse- und Siedlungshauptamts während der Zeit des NationalsozialismusOtto Hofmann (1896–1982)

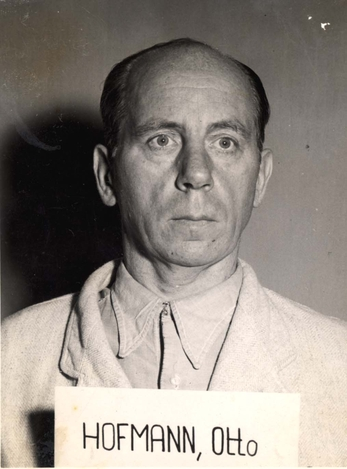
Otto Hofmann (1896–1982)

- Hofmann, Otto (1907–1996), deutscher Künstler
- Hofmann, Otto (1932–2024), deutscher Maler

###### Hofmann, P
- Hofmann, Patrick (* 1971), deutscher Schriftsteller
- Hofmann, Paul (1630–1704), deutscher evangelischer Theologe
- Hofmann, Paul (1798–1842), österreichischer Benediktiner, Theologe und Schulmann
- Hofmann, Paul (1896–1970), deutscher Tierarzt und Hygieniker
- Hofmann, Paul (1901–1980), deutscher NSDAP-Gauleiter
- Hofmann, Paul (1912–2008), austroamerikanischer Journalist
- Hofmann, Paul (1913–2000), Schweizer Politiker (CVP) und Rechtsanwalt
- Hofmann, Paul (* 1975), deutscher Maler
- Hofmann, Paul-Werner (* 1951), deutscher Fußballspieler
- Hofmann, Pavel (* 1938), tschechoslowakischer Ruderer
- Hofmann, Peter (1944–2010), deutscher Opernsänger (Tenor)
- Hofmann, Peter (1947–2015), deutscher Chemiker
- Hofmann, Peter (* 1955), deutscher Handballtorwart
- Hofmann, Peter (* 1958), deutscher katholischer Theologe und Hochschullehrer
- Hofmann, Peter (* 1974), deutscher Eishockeyspieler
- Hofmann, Peter Ralf (* 1965), deutscher Schriftsteller, Rundfunkjournalist, Moderator
- Hofmann, Peter von (1865–1923), österreichischer Offizier, zuletzt General der Infanterie im Ersten Weltkrieg
- Hofmann, Philip (* 1967), deutscher Physiker
- Hofmann, Philipp (* 1804), deutscher Kaufmann und Mitglied der Landstände des Herzogtums Nassau
- Hofmann, Philipp (* 1993), deutscher FußballspielerPhilipp Hofmann (* 1993)

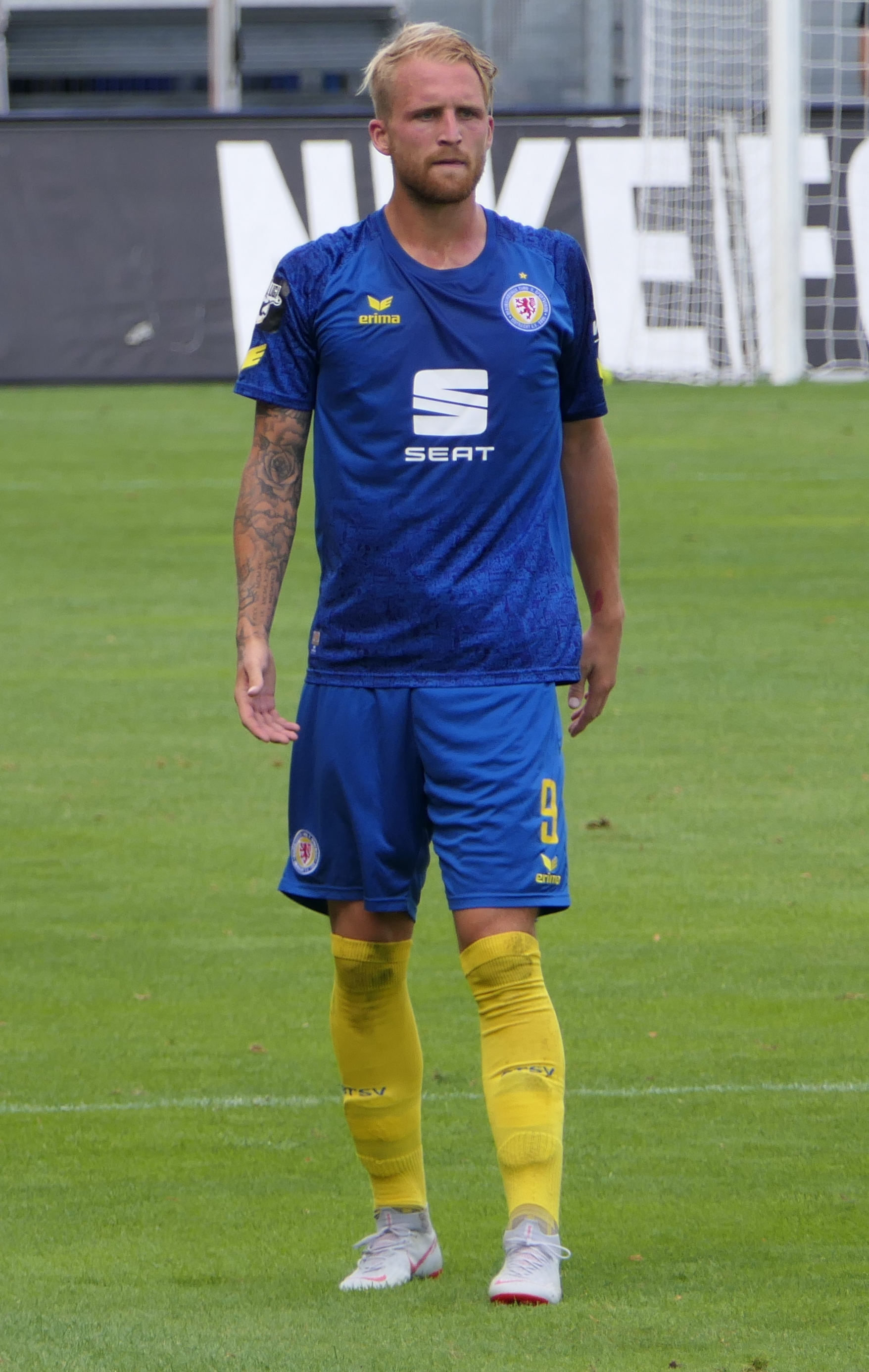
Philipp Hofmann (* 1993)

###### Hofmann, R
- Hofmann, Rafael (* 1950), deutscher Jurist und Politiker (CDU), Bürgermeister von Moers (1999–2004)
- Hofmann, Rainer (* 1953), deutscher Rechtswissenschaftler
- Hofmann, Rebekka (* 1978), deutsche Fußballspielerin
- Hofmann, Ricarda (* 1987), deutsche Comedy-Autorin und Podcasterin
- Hofmann, Richard (1844–1918), deutscher Violinist, Komponist, Arrangeur und Musikpädagoge
- Hofmann, Richard (1906–1983), deutscher Fußballspieler
- Hofmann, Richard (1913–1979), deutsches SS-Mitglied und verurteilter Mörder
- Hofmann, Robert (1869–1943), Kommunalbeamter; Bürgermeister in Altenburg und Leipzig
- Hofmann, Robert (1896–1969), deutscher Ingenieur und Politiker
- Hofmann, Robert (* 1987), deutscher Filmkritiker und SchauspielerRobert Hofmann (* 1987)

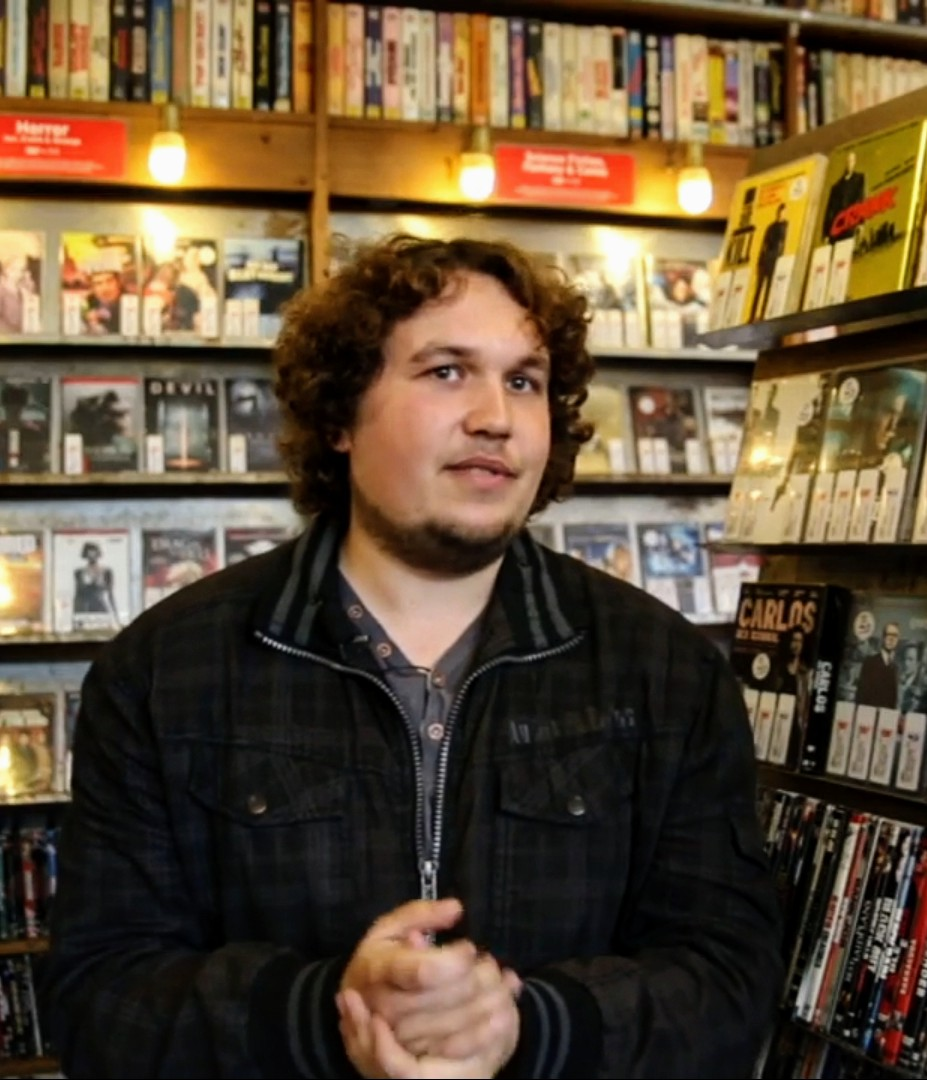
Robert Hofmann (* 1987)

- Hofmann, Rosa (1919–1943), österreichische KJV-Funktionärin und Widerstandskämpferin
- Hofmann, Rudolf (1820–1882), deutscher Genre-, Porträt- und Historienmaler
- Hofmann, Rudolf (1825–1917), deutscher Theologe
- Hofmann, Rudolf (1895–1970), deutscher General der Infanterie in der Wehrmacht
- Hofmann, Rudolf (1904–1994), deutscher Moraltheologe
- Hofmann, Ruth (1933–2016), deutsche Rechtswissenschaftlerin, Finanzjuristin und Richterin am Bundesfinanzhof
- Hofmann, Ruth (* 1986), deutsche Moderatorin, Reporterin, Filmemacherin und Sängerin

###### Hofmann, S
- Hofmann, Sabine (* 1961), deutsche Journalistin und Chefredakteurin
- Hofmann, Sebastian (* 1983), deutscher Fußballspieler
- Hofmann, Shirley Anne (* 1959), kanadische Musikerin
- Hofmann, Siegfried (1930–2014), deutscher Kulturreferent, Stadtarchivar und Stadtheimatpfleger der Stadt Ingolstadt
- Hofmann, Sieglinde (* 1945), deutsche Terroristin der Rote Armee Fraktion
- Hofmann, Sigurd (1944–2022), deutscher Physiker
- Hofmann, Simone (* 1964), deutsche Kultur-Musik-Veranstaltungs-Managerin
- Hofmann, Sina (* 1996), Schweizer Unihockeyspielerin
- Hofmann, Stefan (* 1963), deutscher Fußballlehrer und Fußballfunktionär
- Hofmann, Stefan (* 1964), deutscher klinischer Psychologe
- Hofmann, Stefan (* 1978), deutscher Theologe
- Hofmann, Stefanie (* 1983), deutsche Flötistin und Musikpädagogin
- Hofmann, Stefanie (* 1994), österreichische Politikerin, Landtagsabgeordnete von Oberösterreich
- Hofmann, Steffen (* 1980), deutscher FußballspielerSteffen Hofmann (* 1980)

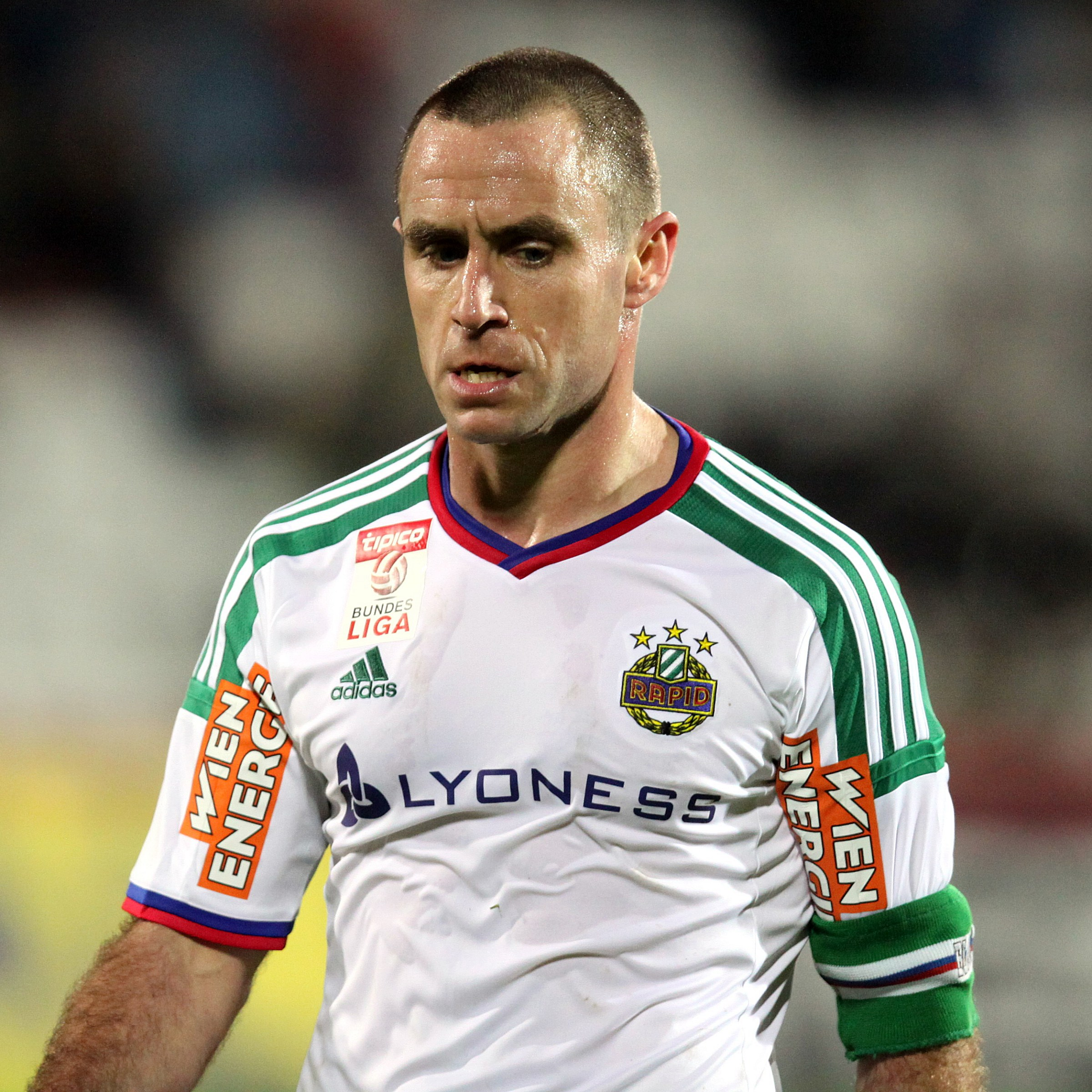
Steffen Hofmann (* 1980)

- Hofmann, Steve (* 1958), US-amerikanischer Mathematiker
- Hofmann, Susanne (* 1963), deutsche Architektin und Hochschullehrerin

###### Hofmann, T
- Hofmann, Tessa (* 1949), deutsche Soziologin und Autorin
- Hofmann, Theobald (1861–1953), deutscher Architekt, Professor und Fachbuchautor
- Hofmann, Theodor (1843–1914), deutscher Geistlicher, Hochschullehrer und Politiker (Zentrum), MdR
- Hofmann, Thilo (* 1967), deutscher Hochschullehrer, Universitätsprofessor für Umweltgeologie, Universität Wien
- Hofmann, Thomas (* 1964), österreichischer Geologe, Paläontologe, Wissenschaftsjournalist und Sachbuchautor
- Hofmann, Thomas (* 1966), deutscher Informatiker und Hochschullehrer
- Hofmann, Thomas (* 1968), deutscher Lebensmittelchemiker und Hochschullehrer, Präsident der TU MünchenThomas Hofmann (* 1968)

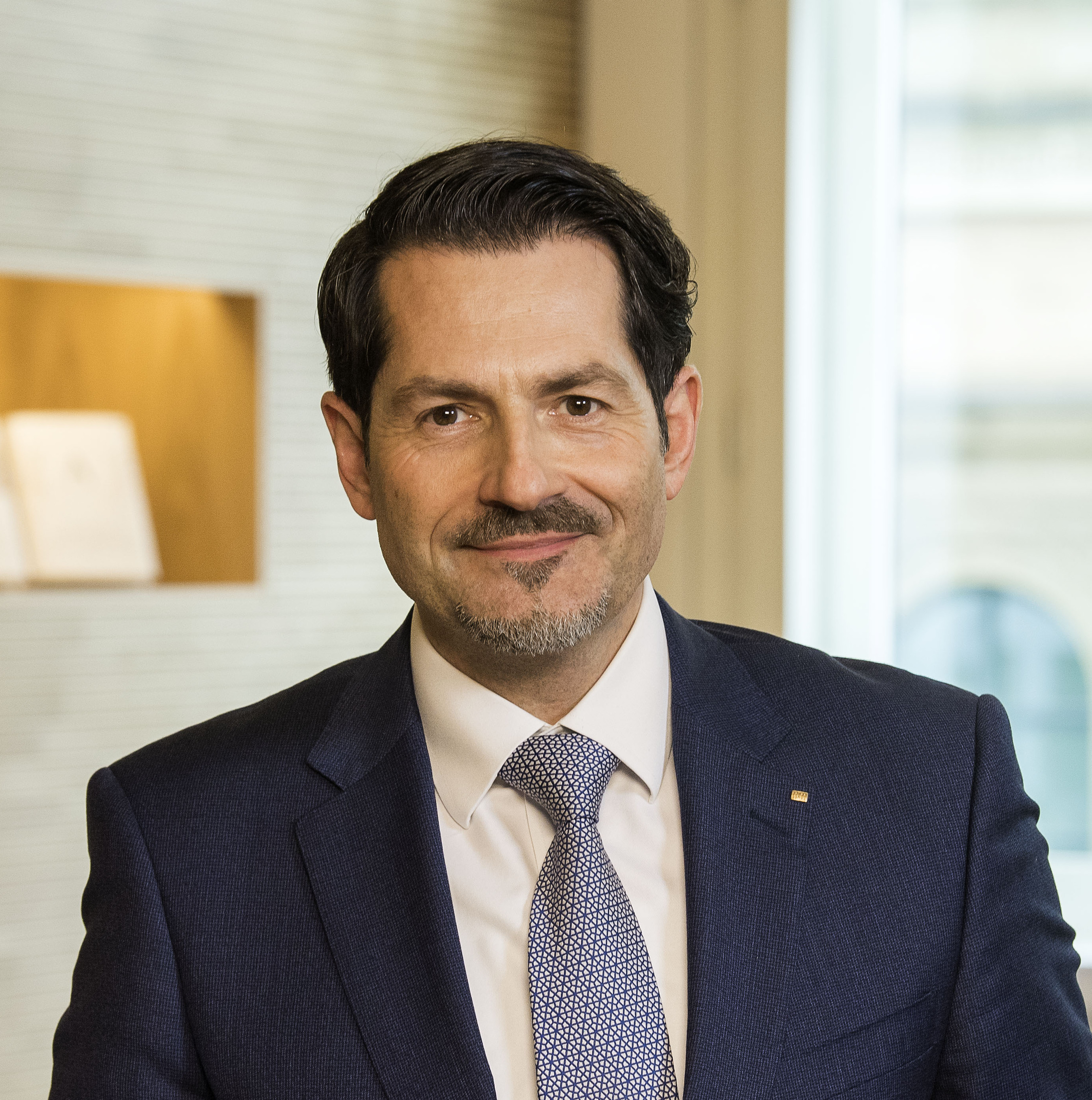
Thomas Hofmann (* 1968)

- Hofmann, Tobi (* 1973), deutscher Jazzmusiker und Schauspieler
- Hofmann, Torsten (* 1966), deutscher Opernsänger (Tenor)

###### Hofmann, U
- Hofmann, Ulrich (1903–1986), deutscher Chemiker
- Hofmann, Ulrich (* 1931), deutscher Physiker auf dem Gebiet Festkörperphysik und Manager
- Hofmann, Urs (* 1956), Schweizer Politiker (SP)

###### Hofmann, V
- Hofmann, Veit (* 1944), deutscher Maler
- Hofmann, Viktor (1884–1911), russischer Dichter, Schriftsteller und Übersetzer
- Hofmann, Vinzenz (1857–1933), österreichischer Parlamentarier und Bürgermeister von Auherzen

###### Hofmann, W
- Hofmann, Walter (1879–1952), deutscher Bibliothekar
- Hofmann, Walter (1912–1995), deutscher Geodät
- Hofmann, Walter (1925–2009), deutscher Altphilologe
- Hofmann, Walter (* 1939), deutscher Politiker (CSU), MdL
- Hofmann, Walter (* 1949), deutscher Kanute
- Hofmann, Werner (1907–1983), deutscher Grafiker und Maler
- Hofmann, Werner (1922–1969), deutscher Soziologe, Mitbegründer der Aktion Demokratischer Fortschritt
- Hofmann, Werner (1925–2003), deutscher Politiker (SPD), MdL
- Hofmann, Werner (1928–2013), österreichischer KunstwissenschaftlerWerner Hofmann (1928–2013)

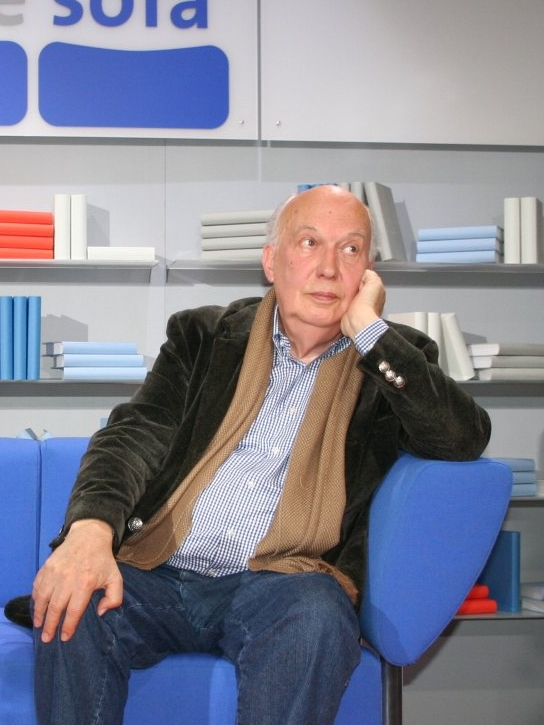
Werner Hofmann (1928–2013)

- Hofmann, Werner (* 1929), deutscher Fußballspieler
- Hofmann, Werner (1931–2016), deutscher Kirchenjurist und bayerischer Senator
- Hofmann, Werner (1935–2005), Schweizer Illustrator, Holzschneider, Lehrer an der Schule für Gestaltung Luzern
- Hofmann, Werner (* 1952), deutscher Astrophysiker und Teilchenphysiker
- Hofmann, Wilfried (1947–2012), deutscher Politiker (FDP), MdL
- Hofmann, Wilhelm (1901–1985), deutscher Lehrer und Sonderpädagoge
- Hofmann, Wilhelm (1917–1995), deutscher Lehrer und Politiker (FDP/DVP)
- Hofmann, Wilhelm (* 1962), deutscher Politikwissenschaftler und Hochschullehrer
- Hofmann, Wilhelm (* 1976), deutscher Sozialpsychologe
- Hofmann, Willi (* 1940), Schweizer Bobfahrer
- Hofmann, Willy (1909–1984), deutscher Opern-, Operetten- und Rundfunksänger (lyrischer Tenor, Buffo-Tenor)
- Hofmann, Winfried (1931–2022), deutscher Medienpädagoge und Hochschulrektor
- Hofmann, Wolfgang (1922–2003), deutscher Geiger, Komponist und Dirigent
- Hofmann, Wolfgang (* 1927), deutscher Schauspieler und Hörspielsprecher
- Hofmann, Wolfgang (1928–2019), deutscher Kantor, Organist und Komponist
- Hofmann, Wolfgang (* 1932), deutscher Historiker
- Hofmann, Wolfgang (1941–2020), deutscher Judoka

###### Hofmann-A
- Hofmann-Auhagen, Ute, deutsche Unternehmerin

###### Hofmann-B
- Hofmann-Böllinghaus, Anja (* 1970), deutsche Ingenieurin
- Hofmann-Bosse, Elise (1880–1954), deutsche Bibliothekarin

###### Hofmann-E
- Hofmann-Engl, Ludger (* 1964), deutscher Pianist, Komponist, Wissenschaftler und Sozialarbeiter

###### Hofmann-G
- Hofmann-Göttig, Joachim (* 1951), deutscher Politiker (SPD), Oberbürgermeister von Koblenz

###### Hofmann-H
- Hofmann-Hege, Charlotte (1920–2012), deutsche Schriftstellerin

###### Hofmann-J
- Hofmann-Juan, Fritz Max (1873–1937), deutscher Maler und Grafiker

###### Hofmann-P
- Hofmann-Paul, Ulrike (* 1951), deutsche Verlegerin und Autorin

###### Hofmann-S
- Hofmann-Stollberg, Alfred (1882–1962), deutscher Maler und Grafiker, der Erzgebirgs- und Weihnachtsmaler

###### Hofmann-W
- Hofmann-Wellenhof, Bernhard (* 1951), österreichischer Geodät und Politiker (ÖVP), Landtagsabgeordneter
- Hofmann-Wellenhof, Gottfried (* 1950), österreichischer Lehrer und Autor
- Hofmann-Wellenhof, Otto (1909–1988), österreichischer Schriftsteller und Politiker (ÖVP), Landtagsabgeordneter, Mitglied des Bundesrates

###### Hofmann-Z
- Hofmann-Zeitz, Ludwig von (1832–1895), deutscher Maler

###### Hofmanne
- Hofmänner, Ernst (1916–2005), Schweizer Schriftsteller

###### Hofmanns
- Hofmannsthal, Hugo von (1874–1929), österreichischer Schriftsteller, Dramatiker, Lyriker und LibrettistHugo von Hofmannsthal (1874–1929)

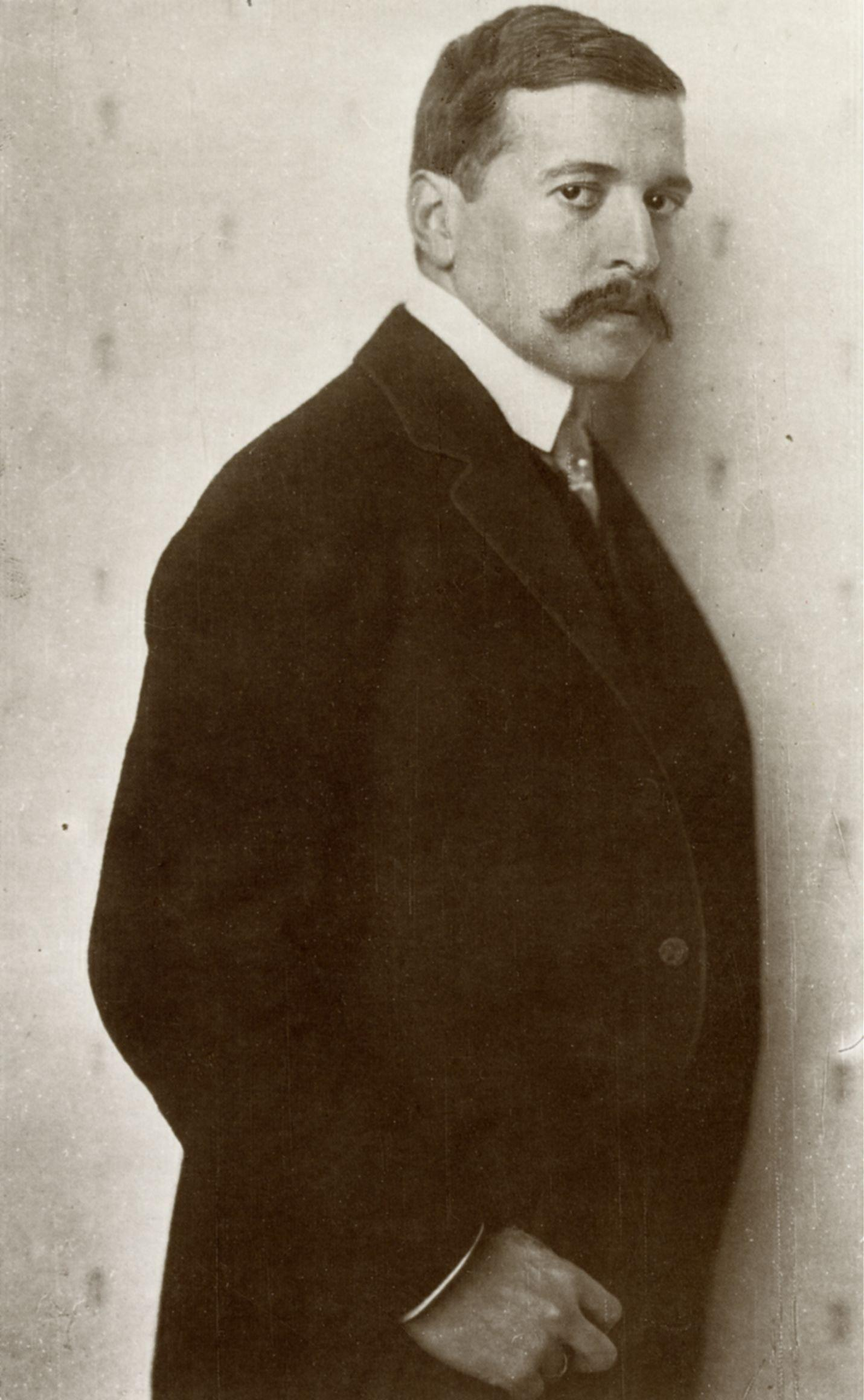
Hugo von Hofmannsthal (1874–1929)

##### Hofmano
- Hofmanová, Martina, tschechische Mathematikerin
- Hofmanová, Martina (* 1995), tschechische Leichtathletin
- Hofmanova, Nikola (* 1991), österreichische Tennisspielerin

##### Hofmans
- Hofmans, Greet (1894–1968), niederländische Gesundbeterin und Wunderheilerin
- Hofmański, Piotr (* 1956), polnischer Jurist, Hochschullehrer und Richter am Internationalen Strafgerichtshof

#### Hofmar
- Hofmarcher-Holzhacker, Maria Magdalena (* 1959), österreichische Gesundheitsökonomin

#### Hofmay
- Hofmayr, Wilhelm, deutschsprachiger katholischer Missionar und Ethnologe
- Hofmayster, Yoav (* 2000), israelischer Fußballspieler

### Hofme
- Hofmeier, Andreas (1872–1963), deutscher Kirchenmusiker, Musikpädagoge und Komponist
- Hofmeier, Gustav (1826–1893), deutscher evangelisch-lutherischer Geistlicher und Hauptpastor an St. Jakobi in Lübeck
- Hofmeier, Karl Raimund (1912–1944), österreichischer Journalist
- Hofmeier, Kurt (1896–1989), deutscher Pädiater und Hochschullehrer
- Hofmeier, Markus (* 1993), deutscher Fußballspieler
- Hofmeier, Max (1854–1927), deutscher Gynäkologe und Geburtshelfer
- Hofmeier, Rolf (* 1939), deutscher Volkswirt, Direktor des Instituts für Afrika-Kunde
- Hofmeir, Andreas Martin (* 1978), deutscher Musiker (Tuba)Andreas Martin Hofmeir (* 1978)

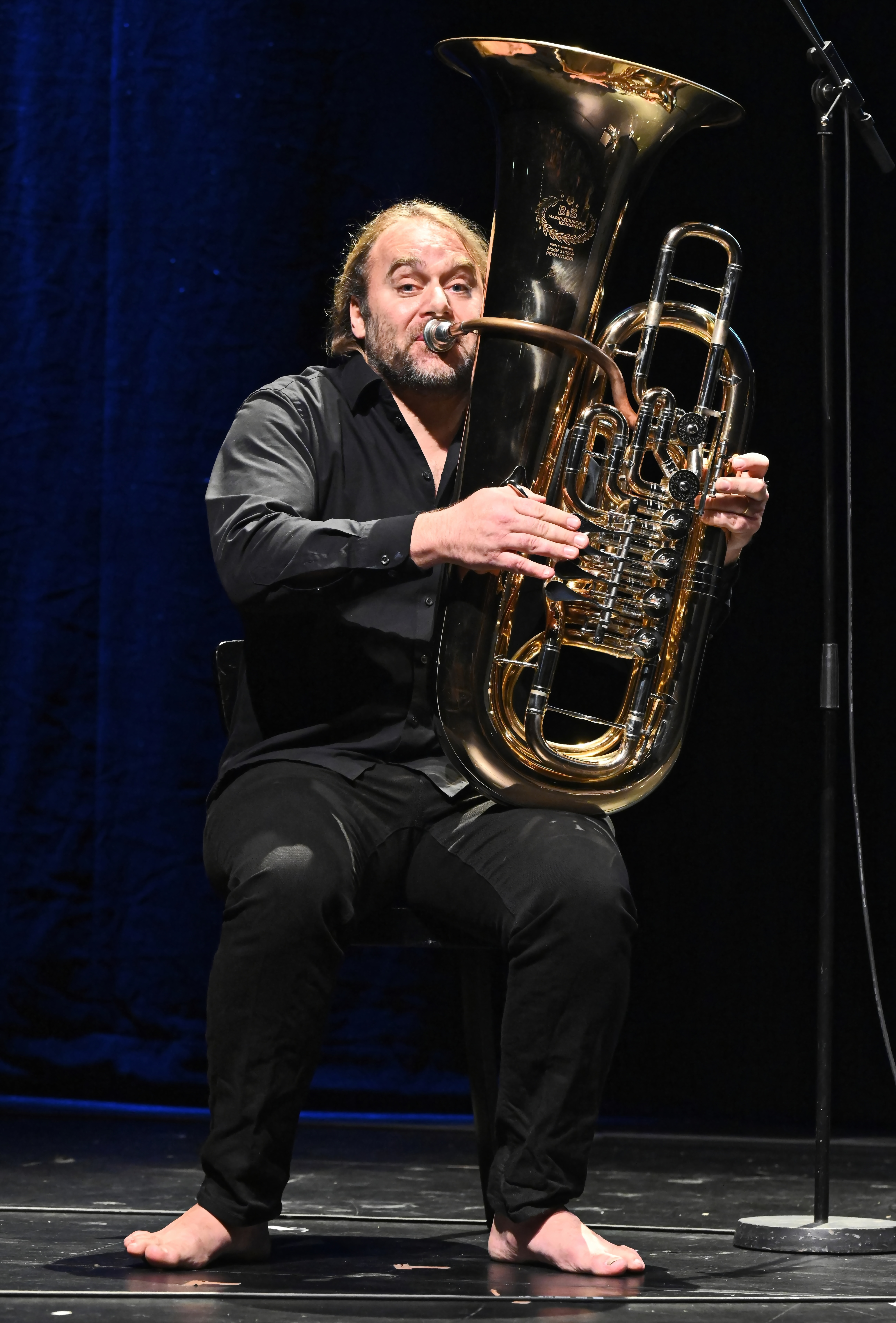
Andreas Martin Hofmeir (* 1978)

- Hofmeister, Adolf (1849–1904), deutscher Historiker und Bibliothekar
- Hofmeister, Adolf (1883–1956), deutscher Historiker
- Hofmeister, Adolf E. (* 1943), deutscher Historiker und Archivar
- Hofmeister, Andreas (* 1980), deutscher Politiker (CDU), MdL
- Hofmeister, Barbara (* 1954), deutsche Rückenschwimmerin (DDR)
- Hofmeister, Carl Ludwig (1790–1843), Maler von Wiener Bilderuhren
- Hofmeister, Carlos (1909–1974), argentinischer Sprinter
- Hofmeister, Christian (* 1960), deutscher Fußballspieler
- Hofmeister, Christine (* 1951), österreichische Europaaktivistin, Ausstellungsgestalterin und Autorin
- Hofmeister, Corbinian (1891–1966), deutscher Benediktiner und Widerstandskämpfer
- Hofmeister, Eugen (1843–1930), deutscher Maler, Zeichenlehrer, Kunsterzieher, Künstler, Pädagoge und Professor in Tübingen
- Hofmeister, Franz (1850–1922), deutscher Biochemiker
- Hofmeister, Franz von (1867–1926), deutscher Chirurg und Hochschullehrer
- Hofmeister, Franz-Peter (* 1951), deutscher Leichtathlet, Olympiamedaillengewinner
- Hofmeister, Friedrich (1782–1864), deutscher Verleger
- Hofmeister, Fritz (1893–1945), deutscher Politiker (NSDAP)
- Hofmeister, Gerd (* 1938), deutscher Mathematiker
- Hofmeister, Hans († 1544), Konventuale des Klosters St. Ulrich in Augsburg und Bibliothekar des Klosters St. Gallen
- Hofmeister, Heather (* 1972), deutsch-amerikanische Soziologin
- Hofmeister, Heimo (* 1940), österreichischer Religionsphilosoph und emeritierter Hochschullehrer
- Hofmeister, Herbert (1945–1994), österreichischer Jurist, Rechtshistoriker, Zivilrechtler
- Hofmeister, Hermann (1878–1936), antisemitischer deutscher Lehrer, Historiker und Archäologe
- Hofmeister, Jonathan (* 1992), deutscher Jazzmusiker (Piano, Komposition)
- Hofmeister, Josef (1928–2017), deutscher Politiker (CSU), MdL
- Hofmeister, Josef (* 1934), deutscher Motorrad-Bahnrennfahrer
- Hofmeister, Josef (* 1946), deutscher Fußballspieler
- Hofmeister, Karl (1886–1972), deutscher Verwaltungsjurist
- Hofmeister, Karl (* 1947), österreichischer Fußballspieler und Bürgermeister
- Hofmeister, Lilian (* 1950), österreichische Juristin
- Hofmeister, Ludwig (1887–1959), deutscher Fußballtorhüter
- Hofmeister, Ludwig Heinrich Melchior (1805–1885), deutscher Geheimer Regierungsrat
- Hofmeister, Marc (* 1978), deutscher Filmeditor
- Hofmeister, Max (1913–2000), österreichischer Fußballspieler und -trainer
- Hofmeister, Oskar (1871–1937), deutscher Fotograf
- Hofmeister, Paul (1875–1957), württembergischer Oberamtmann
- Hofmeister, Philipp (1888–1969), deutscher Priester und Kirchenrechtler
- Hofmeister, Philipp (* 1981), deutscher Sportreporter
- Hofmeister, Ramona (* 1996), deutsche Snowboarderin
- Hofmeister, Rudolf († 1451), Schultheiss der Stadt Bern
- Hofmeister, Rudolf Heinrich (1814–1887), Schweizer Physiker und Meteorologe
- Hofmeister, Sandra (* 1970), deutsche Architekturkritikerin, Publizistin, Autorin, Moderatorin und Hochschullehrerin
- Hofmeister, Schlomo (* 1975), europäischer Rabbiner, Gemeinderabbiner von Wien, Landesrabbiner von Niederösterreich, Burgenland, Steiermark und Kärnten, Oberrabbiner von Graz und Baden bei Wien, Oberrabbiner im Bundesheer, Präsident der Vereinigung Europäischer Mohalim
- Hofmeister, Sebastian († 1533), reformierter Theologe und Reformator
- Hofmeister, Theodor (1868–1943), deutscher Fotograf
- Hofmeister, Werner (1902–1984), deutscher Politiker (CDU), MdL
- Hofmeister, Werner (* 1951), österreichischer Konzeptkünstler
- Hofmeister, Wernfried (* 1956), österreichischer germanistischer Mediävist
- Hofmeister, Wilhelm (1824–1877), deutscher Musikalienhändler, Botaniker und Universitätsprofessor
- Hofmeister, Wilhelm (1912–1978), deutscher Automobildesigner
- Hofmeister, Willy, deutscher Rugbyspieler
- Hofmeyer, Brigitte (* 1961), deutsche Politikerin (SPD), MdL
- Hofmeyer, Hans (1904–1992), deutscher Jurist
- Hofmeyer, Manfred (* 1950), deutscher Brigadegeneral
- Hofmeyr, Gysbert (1871–1942), südafrikanischer Politiker und Administrator
- Hofmeyr, Jan Hendrik (1845–1909), südafrikanischer Politiker
- Hofmeyr, Jan Hendrik (1894–1948), südafrikanischer Politiker

### Hofmi
- Hofmiller, Josef (1872–1933), deutscher Essayist, Kritiker, Übersetzer und Gymnasiallehrer

### Hofmo
- Hofmo, Gunvor (1921–1995), norwegische Lyrikerin
- Hofmokl, Johann Eduard (1840–1900), österreichischer Chirurg

### Hofmu
- Hofmüller, Max (1881–1981), deutscher Opernsänger (Tenor), Oberregisseur, Intendant und Generalmusikdirektor
- Hofmüller, Sebastian (1855–1923), deutscher Opernsänger (Tenor) und bedeutender Wagnerinterpret
- Hofmüller, Sebastian (* 1977), deutscher Schauspieler und Sprecher